# 九州大学
九州大学（きゅうしゅうだいがく、英語: Kyushu University）は、福岡県福岡市に本部を置く日本の国立大学。略称は九大（きゅうだい）。
国内の旧帝国大学7校の1つで、 文部科学省が実施しているスーパーグローバル大学事業のトップ型指定校ならびに指定国立大学法人に指定されている。

## 概観

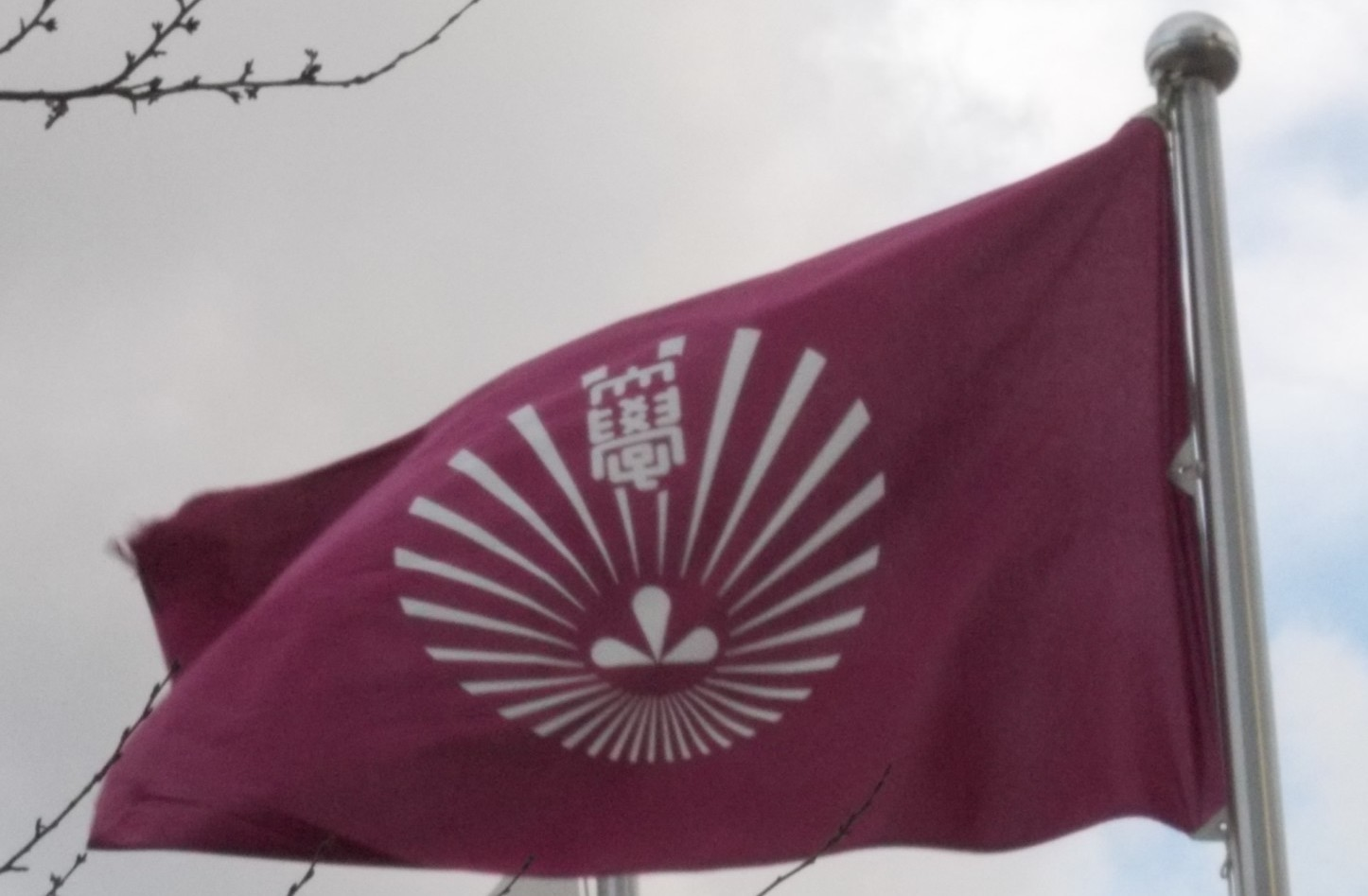
校旗

### 大学全体
九州大学は、1949年（昭和24年）に旧制九州大学等を包括して設置された国立大学である。1867年（慶応3年）に設立された賛生館を起源とする九州帝国大学を直接の母体としている（旧帝大の一つ）。九州帝国大学の初代総長は東京帝国大学の総長と明治専門学校（現：九州工業大学）の初代総裁を務めた山川健次郎である。2003年（平成15年）に九州芸術工科大学を吸収、2004年（平成16年）に国立大学法人による設置へと移行した。

### 憲章
九州大学には特に建学の精神は定められていないが、『九州大学教育憲章』『九州大学学術憲章』が存在する。

### 教育および研究
九州大学では1970年代、大学院への要請が多様化してきたことに対応するため、「学際大学院」構想を進め、1979年（昭和54年）4月に総合理工学研究科（現：総合理工学研究院）を設置している。
1991年（平成3年）、キャンパスの統合移転計画が決定すると、1998年（平成10年）に「改革の大綱案」を定め、優秀な研究者の養成と研究レベルの向上を目的とする大学院重点化を行い、2000年（平成12年）に学府・研究院制度を導入した。この制度は研究機関としての大学院組織を「研究院」、教育機関としての大学院組織を「学府」に分離する内容。必要に応じて簡易に組織改編ができるようになり、研究院には教員が、学府には大学院生が、学部には学部生が所属し、教員が学府や学部に出向する形で教育を行う。なお、基本的に研究院長が学府長・学部長を兼務する。

## 沿革

### 略歴
1867年（慶応3年）、福岡を当時統治していた福岡藩は医学を教育する「賛生館」という藩校を天神に設立した。1872年（明治5年）に学制が施行されるといったん廃校となったものの、附属病院はその間も継続した。同病院は1874年（明治7年）に修猷館の附属診療所となり、1879年（明治12年）には福岡県立福岡医学校の附属病院へ改組された。福岡県立福岡医学校が廃校となった後は福岡県立福岡病院として存続することになる（1896年（明治29年）6月22日、現在の病院地区である福岡県筑紫郡千代村に移転）。
1886年（明治19年）に帝国大学令が公布されると九州に帝国大学を設置する機運が高まり、1900年（明治33年）1月29日の第14帝国議会において『九州東北帝国大学設置建議案』が可決された。建議案の可決後も古くから医学の盛んだった長崎県（江戸時代に出島が置かれ蘭学の本場だった）や、第五高等学校が設置されていた熊本県との間で誘致の綱引きが行われていたが、結局は賛生館の流れを汲む福岡県立福岡病院を母体に1903年（明治36年）京都帝国大学の分科大学として福岡医科大学が設置された（帝国大学の医科大学（医学部）としては3番目の設置）。
その後は資金難により九州帝国大学の設置は進まなかったが、古河財閥から1906年（明治39年）に「福岡工科大学、仙台理科大学、札幌農科大学」の建物建設へ寄付の申し出があり、設置の動きが高まることとなる。古河財閥の寄付金約100万円のうち6割ほどが九州帝国大学工科大学校舎建設の資金として当てられ、さらに福岡県の寄付金によって1911年（明治44年）1月1日に「九州帝国大学」が設立された。九州帝国大学の初代総長は東京帝国大学の総長と明治専門学校（現：九州工業大学）の初代総裁を務めた山川健次郎である。なお、古河財閥の寄付金の残りの4割は札幌農学校の東北帝国大学農科大学昇格（1907年（明治40年）9月）と東北帝大理科大学新設（1911年（明治44年）1月1日）のために用いられている。
こうした経緯から、九州大学では医学部創立年を京都帝国大学福岡医科大学が設立された1903年（明治36年）、大学創立年を九州帝国大学として独立設置された1911年（明治44年） としている。
1947年（昭和22年）に帝国大学令が国立総合大学令に改められると、九州大学と改称した。1949年（昭和24年）には福岡地区に所在していた旧制九州大学、九州大学附属医学専門部、福岡高等学校、久留米工業専門学校を包括して新制九州大学が設置された。旧福岡高等学校の施設と教員は九州大学第一分校（1955年（昭和30年）第二分校と統合し九州大学分校、1963年（昭和38年）より教養部）に引き継がれ、旧久留米工業専門学校は第二分校（1955年（昭和30年）第一分校との統合により廃止）が設置され、旧陸軍歩兵第48連隊兵舎跡に第三分校（1951年（昭和26年）廃止）が置かれた。
2003年（平成15年）には国立大学法人化を視野に入れ、法律第29号により九州芸術工科大学を吸収。2004年（平成16年）には国立大学法人法の規定により、国による直接設置から国立大学法人による設置へと移行した。

### 年表
- 1867年（慶応3年） - 福岡藩が賛生館を設立。
- 1903年（明治36年）4月1日 - 京都帝国大学医科大学が京都帝国大学京都医科大学と京都帝国大学福岡医科大学に分割され、後者が福岡に設置された（授業開始は9月16日）。
- 1911年（明治44年）
  - 1月1日 - 九州帝国大学創立。分科大学として工科大学を設置。
  - 4月1日 - 京都帝国大学福岡医科大学が九州帝国大学に移管。
  - 9月11日 - 工科大学の授業開始。
- 1919年（大正8年） - 帝国大学令が改正され、各分科大学は医学部、工学部になり農学部を設置。
- 1924年（大正13年） - 法文学部を設置、2名の女子学生を受け入れ。
- 1925年（大正14年）9月9日 - 医学部で火災。法医学教室、衛生学教室、細菌学教室などが全焼[4]。
- 1939年（昭和14年） - 理学部と臨時附属医学専門部を設置。
- 1943年（昭和18年） - 大学院特別研究生制度実施。
  - 10月19日 - 学徒出陣全学壮行会を工学部運動場で開催。
- 1945年（昭和20年） - 太平洋戦争下、九州大学生体解剖事件が発生。
- 1947年（昭和22年） - 帝国大学令が国立総合大学令に改められ、九州大学と改称。
- 1949年（昭和24年）
  - 時期不詳 - 法文学部を文学部・法学部・経済学部に改組、文学部から教育学部が分離、福岡高等学校・久留米工業専門学校・旧制九州大学を統合して新制九州大学へ移行、分校設置。
  - 5月21日 - 大学に昭和天皇の戦後巡幸。教授ら10数名により研究発表を行う[5]。
  - 9月14日 - いわゆる赤色教授に対して辞職勧告が行われる（イールズ声明に基づくレッドパージ）[6]。
- 1953年（昭和28年） - 新制大学院を設置。
- 1963年（昭和38年） - 分校を改組し教養部を設置。
- 1964年（昭和39年） - 薬学部を設置。
- 1967年（昭和42年） - 歯学部を設置。
- 1968年（昭和43年）
  - 4月1日 - 芸術工学部の前身である九州芸術工科大学が開設。
  - 6月2日 - 箱崎キャンパスで建設中の大型計算機センターに、アメリカ空軍のRF-4Cファントム偵察機が墜落する。
- 1969年（昭和44年） - 学生らが6月から3か月間にわたり教養部を封鎖。建物の内部や実験用機器などが破壊され被害総額8500万円以上[7]。
- 1970年（昭和45年） - 医学部付属病院東病棟新設工事に反対する学生がデモ、座り込みを行う。大学の要請により出動した機動隊により排除され、学生9人が不退去罪で逮捕[8]。
- 1994年（平成6年） - 教養部を廃止する。
- 1997年（平成9年） - 医学系研究科および工学研究科から大学院重点化開始。
- 2000年（平成12年） - 大学院重点化の完了とともに学府・研究院制度を導入、大学院の全研究科を研究院と学府に改組、21世紀プログラムの募集開始。
- 2003年（平成15年） - 九州芸術工科大学を吸収し、同大学を母体に九州大学芸術工学研究院・芸術工学府・芸術工学部を設置。
- 2004年（平成16年） - 国立大学法人化、九州芸術工科大学を正式廃止、法務学府（法科大学院）開設。
- 2005年（平成17年）10月1日 - 伊都地区開設。
- 2006年（平成18年） - 薬学教育6年制移行により薬学部臨床薬学科を6年制に移行、4年制学科の創薬科学科を設置。
- 2014年（平成26年） - 九州大学本部が箱崎地区から伊都地区へ移転[9]。
- 2018年（平成30年） - 箱崎地区の伊都地区への移転が完了[10]。共創学部を設置。
- 2021年（令和3年） - 工学部・大学院工学府を再編。

## 基礎データ

### 所在地
- 伊都地区 - 福岡県福岡市西区元岡・桑原および糸島市
- 馬出地区 - 福岡県福岡市東区馬出（まいだし）三丁目
- 大橋地区 - 福岡県福岡市南区塩原（しおばる）四丁目
- 筑紫地区 - 福岡県春日市春日公園六丁目および大野城市上大利（かみおおり）
- 大分地区 - 大分県別府市
- (旧)六本松地区 - 福岡県福岡市中央区六本松四丁目
伊都キャンパス移転に伴い、2009年（平成21年）9月29日に閉校した。2017年（平成29年）9月25日、九州大学法科大学院が箱崎地区から跡地に建設された複合施設・六本松421内へ移転した。
- (旧)箱崎地区 - 福岡県福岡市東区箱崎六丁目
2018年（平成30年）9月に全学部・大学院の伊都キャンパスへの移転が完了したが、総合研究博物館と大学文書館は当面の間箱崎キャンパス跡地に留まる。跡地は2024年4月に住友商事、JR九州、西鉄、西部ガス、西日本新聞社、清水建設、大和ハウス工業、東急不動産の8社連合に371億7800万円で売却、「箱崎グリーン・イノベーション・キャンパス」と称して研究拠点や食をテーマとした施設、分譲住宅などの開発を行うことが明らかになった[11]。

### 象徴

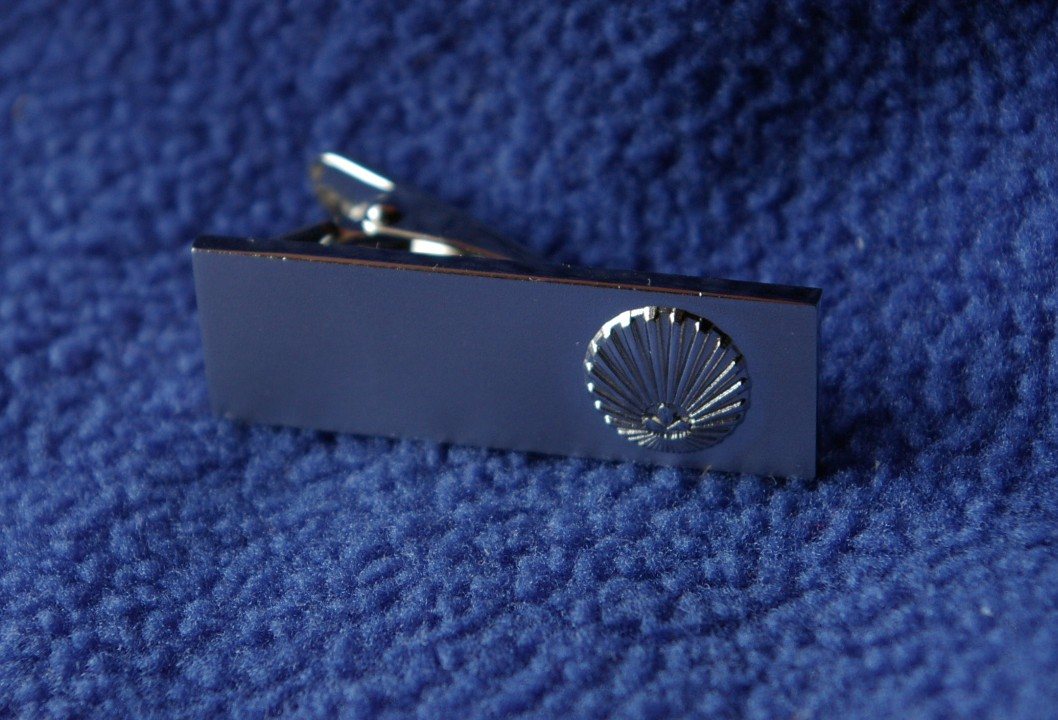
ロゴマーク（ネクタイピンより）

- 九州大学には大学歌はないが、3つの学生歌と1つの応援歌がある。なかでも秋山喜文作詞／山田尚慶作曲（山田晴通の実父）の学生歌『松原に』が学生に知られている。2010年には九州大学創立100周年事業の一環として、伊都地区にオープンした嚶鳴天空広場のテーマソング『愛し伊都の国』（きたやまおさむ作詞／稲永要作曲）が作られた[12]。
- ロゴマークは、円形に配した松葉に、「大学」の文字が入ったものである。このマークの原点は、1949年（昭和24年）に学生バッジのデザインとして学生から公募されたもので、宗好秀の案が採用され、1950年（昭和25年）2月11日から用いられるようになった。現在のロゴマークは、従来のロゴマークをリデザインして2004年（平成16年）に新たに制定されたもので、商標登録されている[13]。
- シンボルカラー（UIカラー）はワインカラーである[13]。

#### 九州大学のオリジナルグッズ
九州大吟醸
環境創造舎 と地元の杉能舎 が共同で日本酒「九州大吟醸」 を製造して販売している。売上金の一部は九大新キャンパス移転地域の環境保全活動、文化の保全活動に役立てられる。

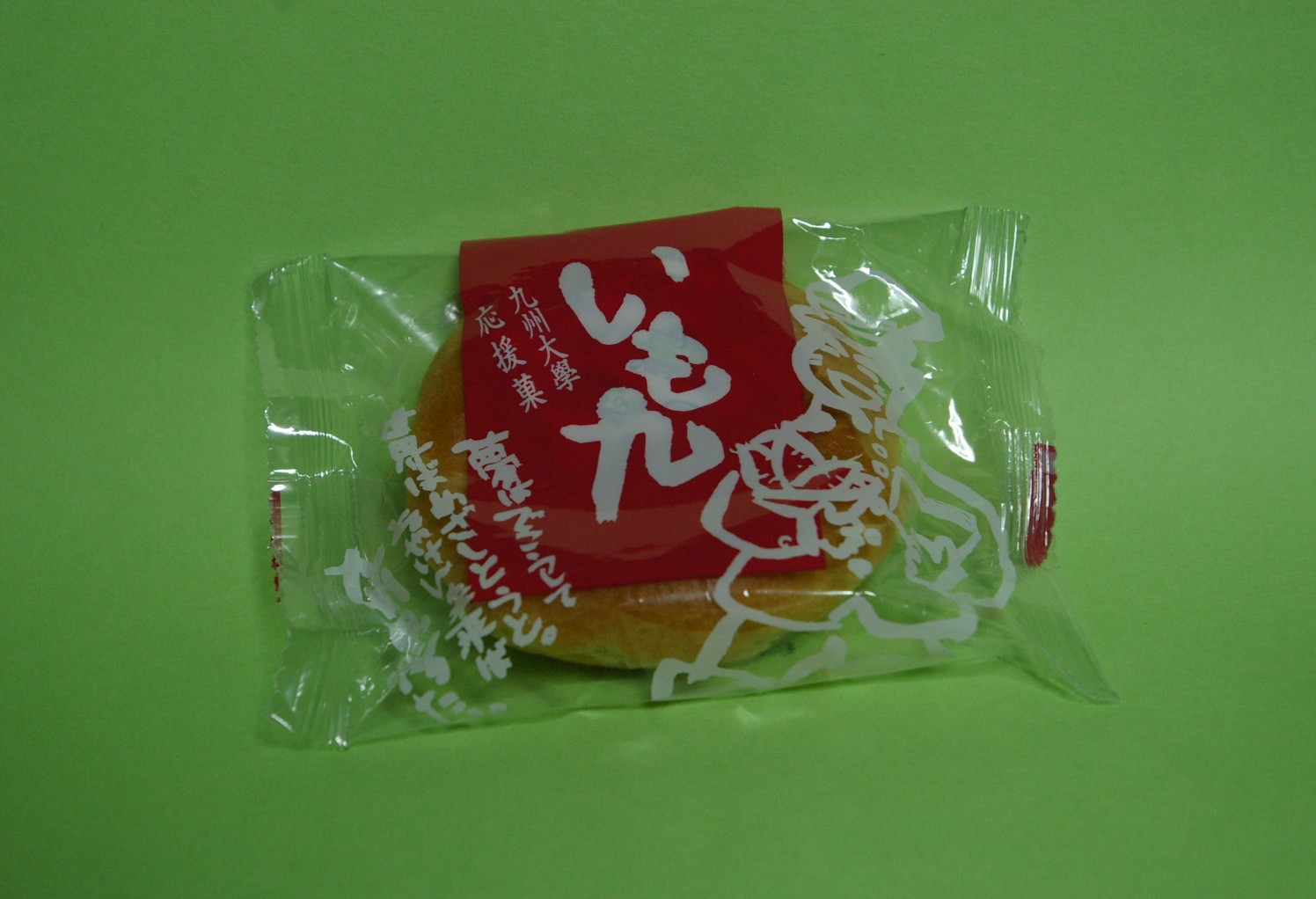
いも九
九州大学の学生を福岡では「いも九」「「イモQ」」（いもきゅう）と呼んでいた時代がある。垢抜けない（=イモな）九大生という意味である。しかしながら「いも九」は身なり構わずひたすら勉学や運動などに打ち込む九大生への愛称、尊称であって決して蔑称ではない。この呼び名を九州大学経済学部のOBである 「五十二萬石如水庵」 の社長森恍次郎が面白がって、生協と協力して芋餡のパイ菓子を九州大学応援菓「いも九」として売り出している。この菓子の売り上げの1%は、「九州大学学術研究・教育奨励助成金」として九大生の課外活動の費用に寄付されている。
「いも九」については、九大農学研究院と福徳長酒類が共同開発した芋焼酎にもその名が冠されている。
九大通りもん
「博多通りもん」の限定パッケージ版。

### 百周年記念事業
九州大学は2011年（平成23年）に創立100周年を迎えた。九州大学創立百周年記念事業として九州大学基金を創設し、以下の事業を行っている。
1. 教育研究環境の整備充実
2. 社会人等の受け入れ推進
3. 産学連携、地域連携等の推進
4. 国際交流の推進
5. 百年史の編纂、記念式典等の実施

## 教育および研究

### 組織

#### 基幹教育院
主体的な学びのできるアクティブ・ラーナー の育成のための実践、研究組織。創立100周年を機に2011年（平成23年）10月に設置された。
2016年（平成28年）7月に文部科学省教育関係共同利用拠点「次世代型大学教育開発拠点」として認定されている（2026年度（令和8年度）末までの予定）。

#### 学部
学部一覧
- 共創学部
  - 共創学科
    - 人間・生命エリア
    - 人と社会エリア
    - 国家と地域エリア
    - 地球・環境エリア
- 文学部
  - 人文学科
    - 哲学コース（専門分野：哲学・哲学史、倫理学、インド哲学史、中国哲学史、美学・美術史）[25]
    - 歴史学コース（専門分野：日本史学、東洋史学、朝鮮史学、考古学、西洋史学、イスラム文明学）[25]
    - 文学コース（専門分野：国語学・国文学、中国文学、英語学・英文学、独文学、仏文学）[25]
    - 人間科学コース（専門分野：言語学・応用言語学、地理学、心理学、比較宗教学、社会学・地域福祉社会学）[25]
- 教育学部
  - 教育学系
    - 国際教育文化コース
    - 教育社会計画コース

  - 教育心理学系
    - 人間行動コース
    - 心理臨床コース
- 法学部
- 経済学部
  - 経済・経営学科
  - 経済工学科
- 理学部
  - 物理学科
  - 化学科
  - 地球惑星科学科
  - 数学科
  - 生物学科
- 医学部
  - 医学科（6年制）
  - 生命科学科
  - 保健学科
    - 看護学専攻
    - 放射線技術科学専攻
    - 検査技術科学専攻
- 歯学部
  - 歯学科
- 薬学部
  - 創薬科学科
  - 臨床薬学科（6年制）
- 工学部 [26]
  - 電気情報工学科
  - 材料工学科
  - 応用化学科
  - 化学工学科
  - 融合基礎工学科
  - 機械工学科
  - 航空宇宙工学科
  - 量子物理工学科
  - 船舶海洋工学科
  - 地球資源システム工学科
  - 土木工学科
  - 建築学科
- 芸術工学部
  - 環境設計学科
  - 工業設計学科
  - 画像設計学科
  - 音響設計学科
  - 芸術情報設計学科
- 農学部
  - 生物資源環境学科
    - 生物資源生産科学コース（分野：農学、生物生産環境工学、生物生産システム工学、農政経済学）[27]
    - 応用生物科学コース（分野：応用生命科学、食糧化学工学）[27]
    - 地球森林科学コース（分野：森林機能制御学、森林機能開発学、生物材料機能学）[27]
    - 動物生産科学コース（分野：アニマルサイエンス、水産科学）[27]

#### 大学院
前述の通り、九州大学では大学院組織が研究部／教育部（九州大学での名称は研究院／学府）に分けられている。研究院には教員が所属し、大学院生は学府に所属する。

##### 学府[23][28]
教育組織としての組織
- 人文科学府
  - 人文基礎専攻
  - 歴史空間論専攻
  - 言語・文学専攻
- 地球社会統合科学府
旧教養部の流れを汲む比較社会文化学府（日本社会文化専攻、国際社会文化専攻）を改組して2014年度に開設。
  - 地球社会統合科学専攻
- 人間環境学府
従前の文学研究科社会学専攻・心理学専攻、教育学研究科、工学研究科建築学専攻、健康科学センターの一部を再編・統合した人間環境学研究科（教育学部、工学部建築学科、健康科学センター、文学部人間科学科を基礎とした大学院研究科）の後身。
  - 都市共生デザイン専攻
  - 人間共生システム専攻
  - 行動システム専攻
  - 教育システム専攻
  - 空間システム専攻
  - 実践臨床心理学専攻（専門職学位課程）
- 法学府
  - 法政理論専攻
- 法務学府（法科大学院）
  - 実務法学専攻（専門職学位課程）
- 経済学府
  - 経済工学専攻
  - 経済システム専攻
  - 産業マネジメント専攻（専門職学位課程、ビジネススクール）
- 理学府
  - 物理学専攻
  - 化学専攻
  - 地球惑星科学専攻
- 数理学府
従前の理学研究科数学専攻、工学研究科の一部、旧教養部の数学教室を再編・統合した数理学研究科の後身。
  - 数理学専攻
- システム生命科学府
  - システム生命科学専攻
- 医学系学府
  - 医学専攻
  - 医科学専攻（修士課程）
  - 保健学専攻（修士課程）
  - 医療経営・管理学専攻（専門職学位課程）
- 歯学府
  - 歯学専攻
- 薬学府
  - 医療薬科学専攻
  - 創薬科学専攻
- 工学府
《 2021年4月以降入学者 》
  - 材料工学専攻
  - 応用化学専攻
  - 化学工学専攻
  - 機械工学専攻
  - 水素エネルギーシステム専攻
  - 航空宇宙工学専攻
  - 量子物理工学専攻
  - 船舶海洋工学専攻
  - 地球資源システム工学専攻
  - 共同資源工学専攻
  - 土木工学専攻

《 ～2020年度入学者 ↓ 》
  - 物質創造工学専攻
  - 物質プロセス工学専攻
  - 材料物性工学専攻
  - 化学システム工学専攻
  - 建設システム工学専攻
  - 都市環境システム工学専攻
  - 海洋システム工学専攻
  - 地球資源システム工学専攻
  - 共同資源工学専攻
  - エネルギー量子工学専攻
  - 機械工学専攻
  - 水素エネルギーシステム専攻
  - 航空宇宙工学専攻
- 芸術工学府
  - 芸術工学専攻
  - デザインストラテジー専攻
- システム情報科学府
《 2021年4月以降入学者 》
  - 情報理工学専攻
  - 電気電子工学専攻

《 ～2020年度入学者 ↓ 》
  - 情報学専攻
  - 情報知能工学専攻
  - 電気電子工学専攻
- 総合理工学府
《 2021年4月以降入学者 》
  - 総合理工学専攻

《 ～2020年度入学者 ↓ 》
  - 量子プロセス理工学専攻
  - 物質理工学専攻
  - 先端エネルギー理工学専攻
  - 環境エネルギー工学専攻
  - 大気海洋環境システム工学専攻
- 生物資源環境科学府
  - 資源生物科学専攻
  - 環境農学専攻
  - 農業資源経済学専攻
  - 生命機能科学専攻
- 統合新領域学府
  - ユーザー感性スタディーズ専攻
  - オートモーティブサイエンス専攻
  - ライブラリーサイエンス専攻

##### 研究院
研究組織としての組織
- 人文科学研究院
  - 哲学部門
  - 歴史学部門
  - 文学部門
- 比較社会文化研究院
  - 環境変動部門
  - 社会情報部門
  - 文化空間部門
- 人間環境学研究院
  - 人間科学部門
  - 教育学部門
  - 都市・建築学部門
- 法学研究院
  - 基礎法学部門
  - 公法・社会法学部門
  - 民刑事法学部門
  - 国際関係法部門
  - 政治学部門
  - 実務法学部門
- 経済学研究院
  - 経済工学部門
  - 産業・企業システム部門
  - 国際経済経営部門
  - 産業マネジメント部門
- 言語文化研究院
  - 言語環境学部門
  - 国際文化共生学部門
- 理学研究院
  - 物理学部門
  - 化学部門
  - 地球惑星科部門
  - 生物科学部門
- 数理学研究院
  - 数学部門
  - 数理科学部門
- 医学研究院
  - 基礎医学部門
  - 先端医療医学部門
  - 臨床医学部門
  - 分子生命科学部門
  - 医学教育学部門
  - 保健学部門
- 歯学研究院
  - 歯学部門
- 薬学研究院
  - 臨床薬学部門
  - 創薬科学部門
- 工学研究院
  - 化学工学部門
  - 応用化学部門
  - 材料工学部門
  - 社会基盤部門
  - 環境社会部門
  - 海洋システム工学部門
  - 地球資源システム工学部門
  - エネルギー量子工学部門
  - 機械科学部門
  - 航空宇宙工学部門
- 芸術工学院
  - デザイン人間科学部門
  - コミュニケーションデザイン科学部門
  - 環境・遺産デザイン部門
  - コンテンツ・クリエーティブデザイン部門
  - デザインストラテジー部門
- システム情報デザイン科学研究院
  - 情報学部門
  - 情報知能工学部門
  - 情報システムエレクトロニクス部門
  - 電気システム工学部門
  - Ｉ＆Ｅ[注 3]ビジョナリー特別部門
- 総合理工学研究院
  - 融合創造理工学部門
  - エネルギー物質科学部門
  - エネルギー理工学部門
  - エネルギー環境創成工学部門
  - 流体環境理工学部門
- 農学研究院
  - 資源環境生物科学部門
  - 環境農学部門
  - 農業資源経済学部門
  - 生命機能科学部門

#### 高等研究院
ノーベル賞級の高い業績を挙げた退職後の研究者と、優れた若手研究者を支援するための学内組織。2009年（平成21年）10月設立。九州大学出身でノーベル賞候補に上げられている新海征治（応用化学）、笹月健彦（遺伝学）両名誉教授には、希望に応じて研究室や研究員などが与えられる。特別准教授には23人が就任している。

#### 附属機関
- 附置研究所
  - 生体防御医学研究所
  - 応用力学研究所
  - 先導物質化学研究所
  - マス・フォア・インダストリ研究所
  - カーボンニュートラル・エネルギー国際研究所

全国共同教育研究施設
  - 情報基盤研究開発センター
  - 健康科学センター

- 学内共同教育研究施設
  - 最先端有機光エレクトロニクス研究センター
  - 先端素粒子物理研究センター
  - 次世代燃料電池産学連携研究センター
  - プラズマナノ界面工学センター
  - システムLSI研究センター
  - シンクロトロン光利用研究センター
  - 加速器・ビーム応用科学センター
  - ロバート・ファン／アントレプレナーシップ・センター
  - 分子システム科学センター
  - 水素エネルギー国際研究センター
  - バイオメカニクス研究センター
  - バイオアーキテクチャーセンター
  - エピゲノムネットワーク研究センター
  - ヌクレオチドプール研究センター
  - ヒトプロテオーム研究センター
  - 環境発達医学研究センター
  - リスクサイエンス研究センター
  - 免疫機構研究センター
  - 先端医療イノベーションセンター
  - 未来化学創造センター
  - 宙空環境研究センター
  - 応用知覚研究センター
  - ユヌス&椎木ソーシャル・ビジネス研究センター
  - 鉄鋼リサーチセンター
  - 炭素資源国際教育研究センター
  - 韓国研究センター
  - 医療系統合教育研究センター
  - 高等教育総合開発研究センター
  - 超伝導システム科学研究センター
  - 日本エジプト科学技術連携センター
  - 生物環境調節センター
  - 熱帯農学研究センター
  - アイソトープ総合センター
  - 中央分析センター
  - 留学生センター
  - 産学連携センター
  - 総合研究博物館
  - 感性融合創造センター
  - 稲盛フロンティア研究センター
  - エネルギー基盤技術国際教育研究センター[30]
  - グリーンテクノロジー研究教育センター[31]

### 研究

#### 21世紀COEプログラム
21世紀COEプログラムとして、9件のプロジェクトが採択された。
- 2002年（平成14年）
生命科学
統合生命科学 Integrative Life Science - ポストゲノム時代の生命高次機能の探求
化学・材料科学
分子情報科学の機能イノベーション
情報・電気・電子
システム情報科学での社会基盤システム形成
人文科学
東アジアと日本：交流と変容
- 2003年（平成15年）
医学系
大規模コホートに基づく生活習慣病研究教育
数学・物理学・地球科学
機能数理学の構築と展開
機械・土木・建築・その他工学
循環型住空間システムの構築
水素利用機械システムの統合技術
学際・複合・新領域
感覚特性に基づく人工環境デザイン研究拠点

#### グローバルCOEプログラム
グローバルCOEプログラムとして、5件のプロジェクトが採択されている。
- 2007年度（平成19年度）
生命科学
個体恒常性を担う細胞運命の決定とその破綻
化学、材料科学
未来分子システム科学
- 2008年度（平成20年度）
数学、物理学、地球科学
マス・フォア・インダストリ教育研究拠点
学際、複合、新領域
新炭素資源学
- 2009年度（平成21年度）
学際、複合、新領域
自然共生社会を拓くアジア保全生態学

#### 世界トップレベル研究拠点
文部科学省は2010年（平成22年）7月14日、九州大学カーボンニュートラル・エネルギー国際研究所を、科学技術分野で世界最高水準の研究機関を目指す世界トップレベル国際研究拠点形成促進プログラムの研究拠点に選定した。毎年14億円を10-15年にわたって集中的に投資して世界に通用する研究拠点に育てることを目的としている。

### 教育
- 現代的教育ニーズ取組支援プログラム
  - WBT (Web Based Training) による医療系統合教育（2004年（平成16年）度採択）
- 特色ある大学教育支援プログラム
  - 21世紀プログラム（2003年（平成15年）度採択）
    - 21世紀プログラムは、専門性の高いゼネラリストの育成を掲げて、2000年（平成12年）に学士課程に設置されたコースである。各学部から1名から数名の入学定員を割り当てられた。また、他学部の1・2年次生の21世紀プログラムへの転籍制度もあった。必修科目が少なく、全学部のほぼ全ての授業を受講することができた[33]。21世紀プログラムで培ったノウハウと基幹教育の実績をもとに、グローバル化する世界の中で、人類が直面する課題の解決に貢献できる人材の育成を目的として、共創学部が2018年（平成30年）に設置された[34]。

  - コアリッションによる工学教育の相乗的改革（複数の大学と共同、2004年（平成16年）度採択）
- 大学教育の国際化推進プログラム
  - 九州大学長期海外留学プログラム（2006年（平成18年）度採択）
- 法科大学院等専門職大学院形成支援プログラム
  - 九州三大学連携法曹養成プロジェクト（2004年（平成16年）度採択、複数の大学と共同）
  - 裁判と法実務の国際的体験研修プログラム（2004年（平成16年）度採択、複数の大学と共同）
  - アジアビジネス教育国際連携拠点形成（2004年（平成16年）度採択）
  - 医療経営・管理学夜間・土日講座—「社会人実務家コース」の実施—（2004年（平成16年）度採択）
- 電気エネルギー環境工学講座
  - 九州大学と九州電力による寄附講座。九州電力との産学連携活動、学内活動が盛んに実施されている[35]。また、九州電力による寄附講座では九州大学と九州工業大学の合同シンポジウムが開催されている。

## 就職支援
- 就職情報室
  - 伊都地区および箱崎文系地区に就職情報室を設置している。求人情報・就職に関する資料の閲覧や情報検索用PC等を自由に利用することができる[36]。
- 就職相談
  - 6名の進路・就職アドバイザーが、箱崎地区、大橋地区・筑紫地区、伊都地区で就職相談を実施している[37]。また、東京オフィスでも相談を行っている[38]。
- 学内企業セミナー
  - 各企業の採用担当者による学内セミナー
- 九大・九工大生のためのJOBセミナー
  - 九州大学、九州工業大学の学生を対象とした就職セミナー。多数の有力企業が参加する。アクロス福岡で開催される。

## 学生生活
入学式と卒業式は伊都地区にある椎木講堂で行われている。2013年度入学式までは福岡国際センターで行われていた。

### 学園祭
学園祭は、「九大祭」と「芸工祭」がある。
「九大祭」は、毎年11月下旬に伊都地区で行われるイベントで、旧九大の流れを汲んでいる。かつては箱崎地区で5月11日の本学記念日を中心に九大祭が、六本松地区で6月に学園祭がそれぞれ行われていたが、1966年（昭和41年）に統合された。2008年（平成20年）までは六本松地区で開催されていたが、2009年（平成21年）からは伊都地区で開催されている。
芸工祭は九大祭と同時期に大橋地区で開催されるイベントで、旧芸工大の流れを汲んでいる。
2017年から4学期制導入に伴い「九大祭」「芸工祭」ともに10月上旬の開催に変更となる。

### スポーツ
体育系の全学公認サークルを統括する学生組織の体育総部体育総務委員会が存在する。
- 全国七大学総合体育大会に参加している。
- 10月上旬に体育祭が行われる。
- 九州六大学野球連盟に加盟している。
- 九州地区ではアメリカン・フットボール部が強豪である。

## 大学関係者と組織

### 九州大学総長
| 代       | 氏名         | 就任日         | 退任日         |
| -------- | ------------ | -------------- | -------------- |
| 初代     | 山川健次郎   | 1911年4月1日   | 1913年5月9日   |
| 2代      | 真野文二     | 1913年5月9日   | 1926年3月19日  |
| 3代      | 大工原銀太郎 | 1926年3月19日  | 1929年9月12日  |
| 事務取扱 | 後藤七郎     | 1929年9月12日  | 1929年10月9日  |
| 4代      | 松浦鎮次郎   | 1929年10月9日  | 1936年7月4日   |
| 5代      | 高山正雄     | 1936年7月4月   | 1936年11月18日 |
| 6代      | 荒川文六     | 1936年11月18日 | 1945年3月1日   |
| 7代      | 百武源吾     | 1945年3月1日   | 1945年10月16日 |
| 事務取扱 | 西久光       | 1945年10月16日 | 1945年11月30日 |
| 8代      | 奥田譲       | 1945年10月16日 | 1949年11月29日 |
| 9代      | 菊池勇夫     | 1949年11月30日 | 1953年11月29日 |
| 10代     | 山田穣       | 1953年11月30日 | 1961年11月29日 |
| 11代     | 遠城寺宗徳   | 1961年11月30日 | 1967年11月29日 |
| 12代     | 水野高明     | 1967年11月30日 | 1969年1月31日  |
| 事務取扱 | 原俊之       | 1969年1月31日  | 1969年5月24日  |
| 事務取扱 | 問田直幹     | 1969年5月24日  | 1969年8月14日  |
| 事務取扱 | 谷口鉄雄     | 1969年8月14日  | 1969年11月7日  |
| 13代     | 入江英雄     | 1969年11月7日  | 1970年11月6日  |
| 14代     | 池田数好     | 1970年11月7日  | 1975年11月6日  |
| 15代     | 武谷健二     | 1975年11月7日  | 1978年11月6日  |
| 16代     | 神田慶也     | 1978年11月7日  | 1981年11月6日  |
| 17代     | 田中健藏     | 1981年11月7日  | 1986年9月30日  |
| 事務取扱 | 山元寅男     | 1986年10月1日  | 1986年11月6日  |
| 18代     | 高橋良平     | 1986年11月7日  | 1991年11月6日  |
| 19代     | 和田光史     | 1991年11月7日  | 1995年11月6日  |
| 20代     | 杉岡洋一     | 1995年11月7日  | 2001年11月6日  |
| 21代     | 梶山千里     | 2001年11月7日  | 2008年9月30日  |
| 22代     | 有川節夫     | 2008年10月1日  | 2014年9月30日  |
| 23代     | 久保千春     | 2014年10月1日  | 2020年9月30日  |
| 24代     | 石橋達朗     | 2020年10月1日  | 現職           |

### 大学関係者組織

#### 同窓会
九州大学の同窓会には、13の部局別同窓会とその他地区別に組織されている同窓会があり、九州大学同窓会連合会がそれを束ねている。1999年（平成11年）に設立され、地区別同窓会の設立を支援するなどの活動をしている。

#### 学士会
旧帝国大学の出身者および学長、教授、助教授経験者で構成される団体として社団法人学士会があり、九州大学関係者も多数入会している。詳細は、学士会を参照。

## 施設

### キャンパス
九州大学ではそれぞれの校地を地区またはキャンパスと呼んでいる。ただし、キャンパスと呼ばれるのは伊都・病院・筑紫・大橋・別府・（旧）六本松・（旧）箱崎地区のみであり、地区と言う場合にはキャンパス以外の施設も含める場合がある。

#### 伊都地区
- 使用学部：文学部、教育学部、法学部、経済学部、工学部、理学部、農学部、共創学部、基幹教育院（初年度の1年間）
- 使用研究院・学府：人文科学府／研究院、人間環境学府／研究院、法学府／研究院、法務学府、経済学府／研究院、工学府／研究院、理学府／研究院、数理学府／研究院、システム情報科学府／研究院、システム生命科学府、生物資源環境科学府／農学研究院、地球社会統合科学府／比較社会文化研究院、言語文化研究院
- 使用附属施設：カーボンニュートラル・エネルギー国際研究所、マス・フォア・インダストリ研究所、水素エネルギー国際研究センター、稲盛フロンティア研究センターなど
- 総面積：2,717,130m2[44]
- 最寄り駅：JR九州筑肥線（福岡市地下鉄空港線直通）九大学研都市駅から昭和バス九大ビッグオレンジ、九大理学部、九大工学部、九大農学部、九大船舶・航空実験棟、九大総合グラウンド、九大中央図書館、九大イーストゾーン、九大東ゲート各バス停

（北緯33度35分44.6秒 東経130度13分4秒、 ウィキメディア・コモンズには、伊都キャンパスに関するメディアがあります。）
伊都（いと）地区は、キャンパス移転計画（後述）に伴い2005年（平成17年）10月1日に開設された新キャンパスである。学生寄宿舎として、ドミトリーI、ドミトリーIIが設置されている。また、伊都新キャンパス情報発信拠点Big Orange（ビッグオレンジ）が設けられている。正式キャンパス名は「伊都地区」であるが、計画段階で使われていた「元岡地区」の呼称も浸透している。「伊都」は、キャンパスが立地する糸島半島にあったとされる伊都国に因んで糸島市などがしばしば用いている愛称であり、住所表記上の地名ではない。
図書館、食堂、自販機、売店・書店（大学生協とローソン）、ATM等が利用可能である。学生寮は2006年（平成18年）秋から供用されている。

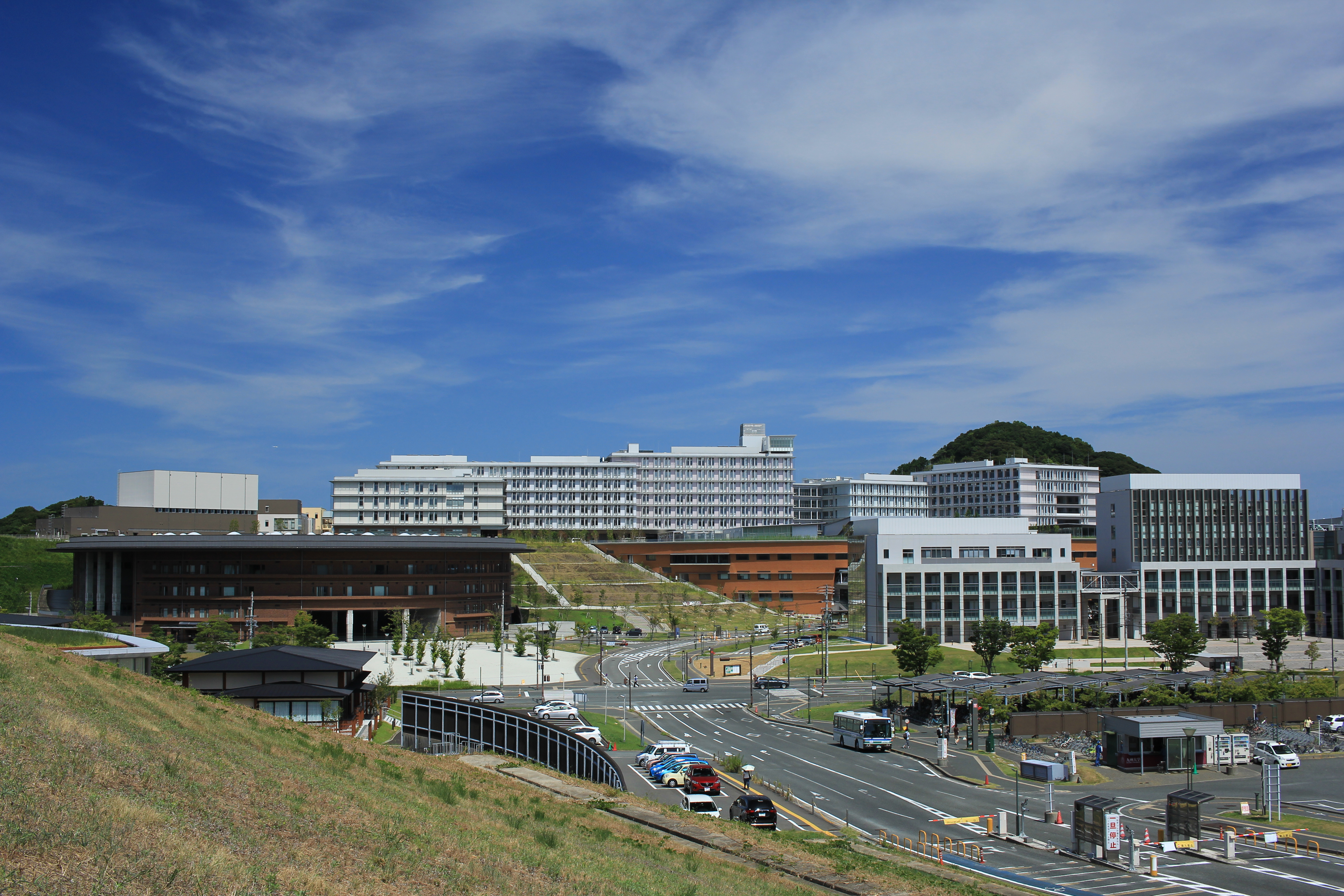
伊都キャンパス センターゾーンとイーストゾーン
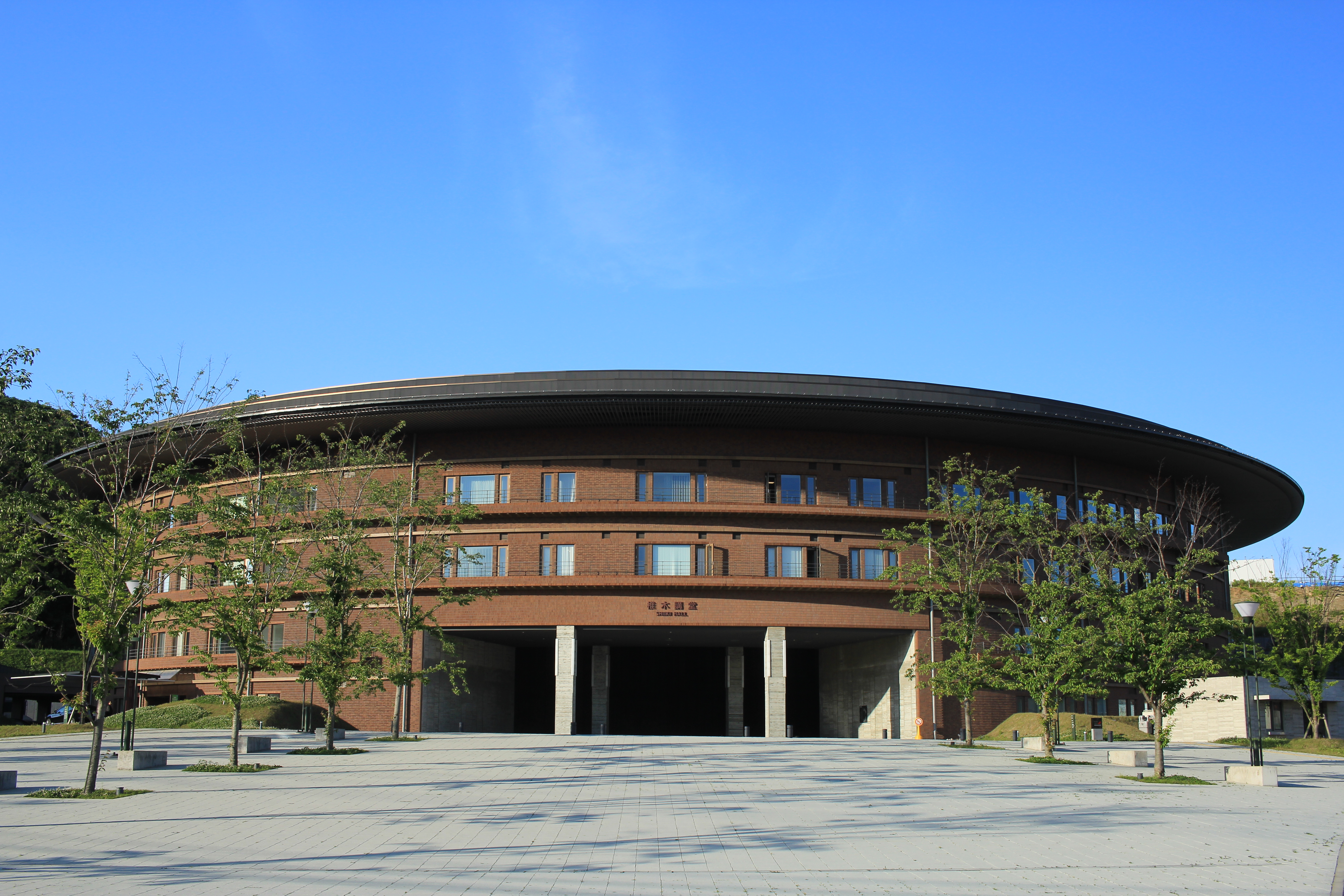
伊都キャンパス 椎木講堂
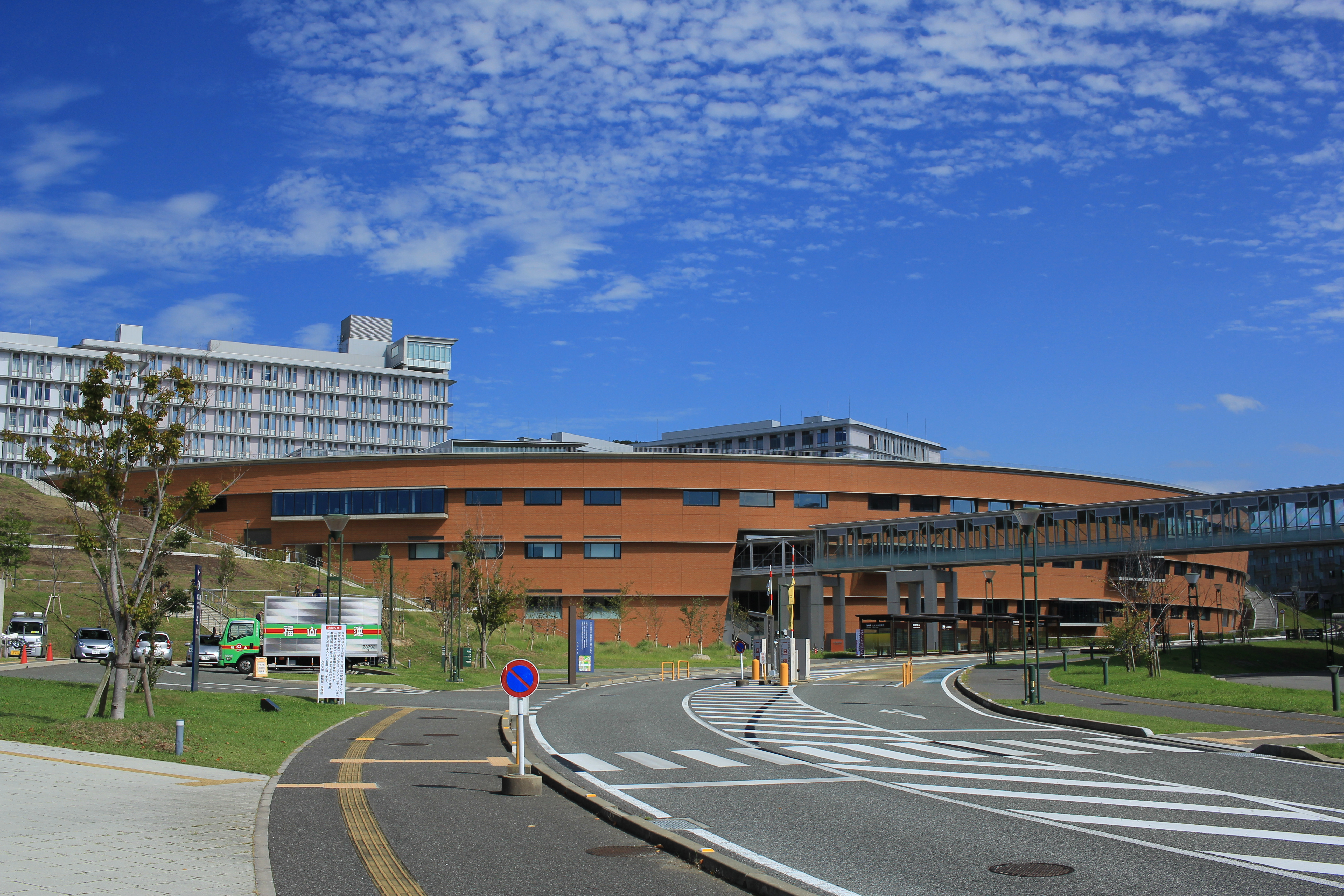
伊都キャンパス 中央図書館
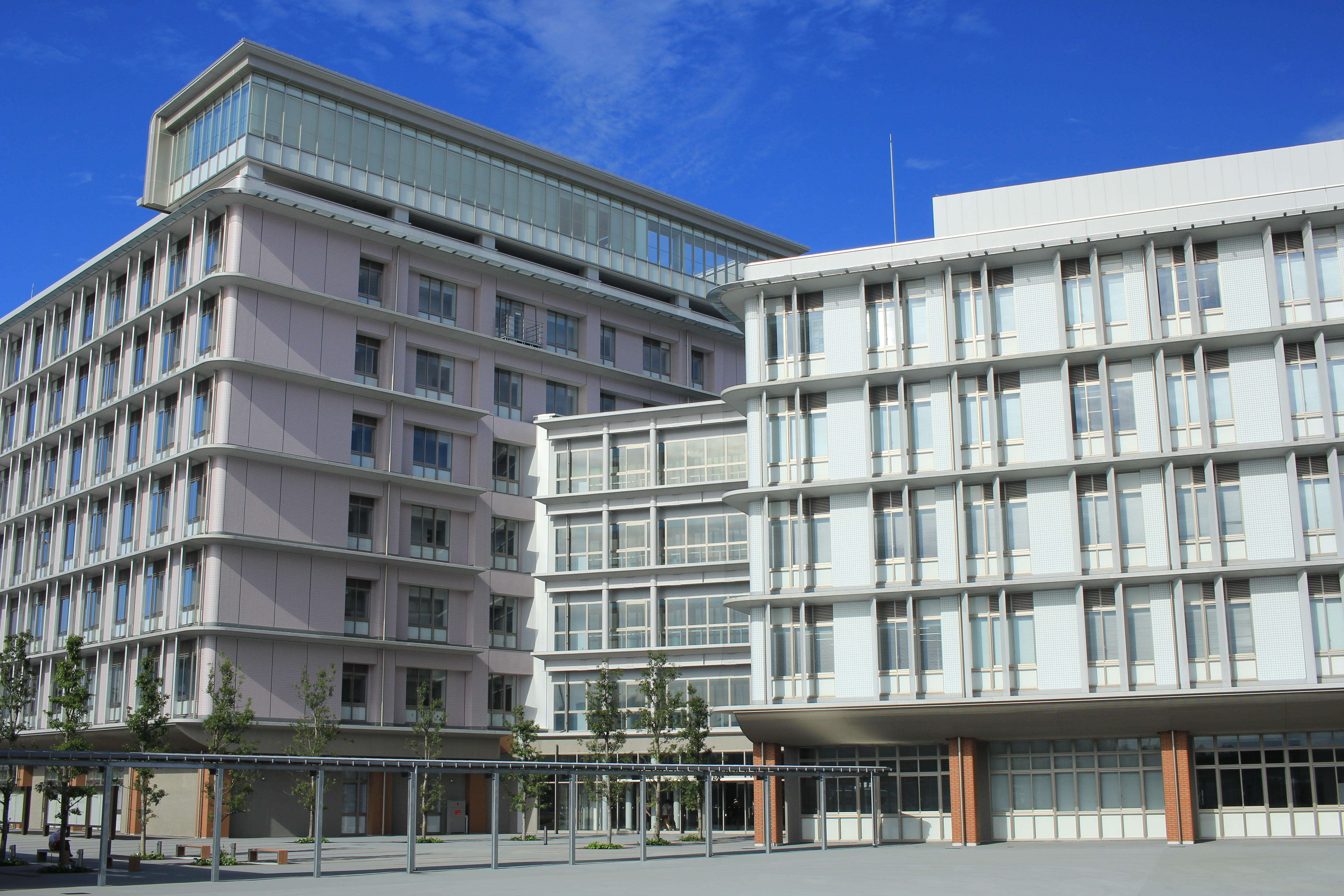
伊都キャンパス イーストゾーン
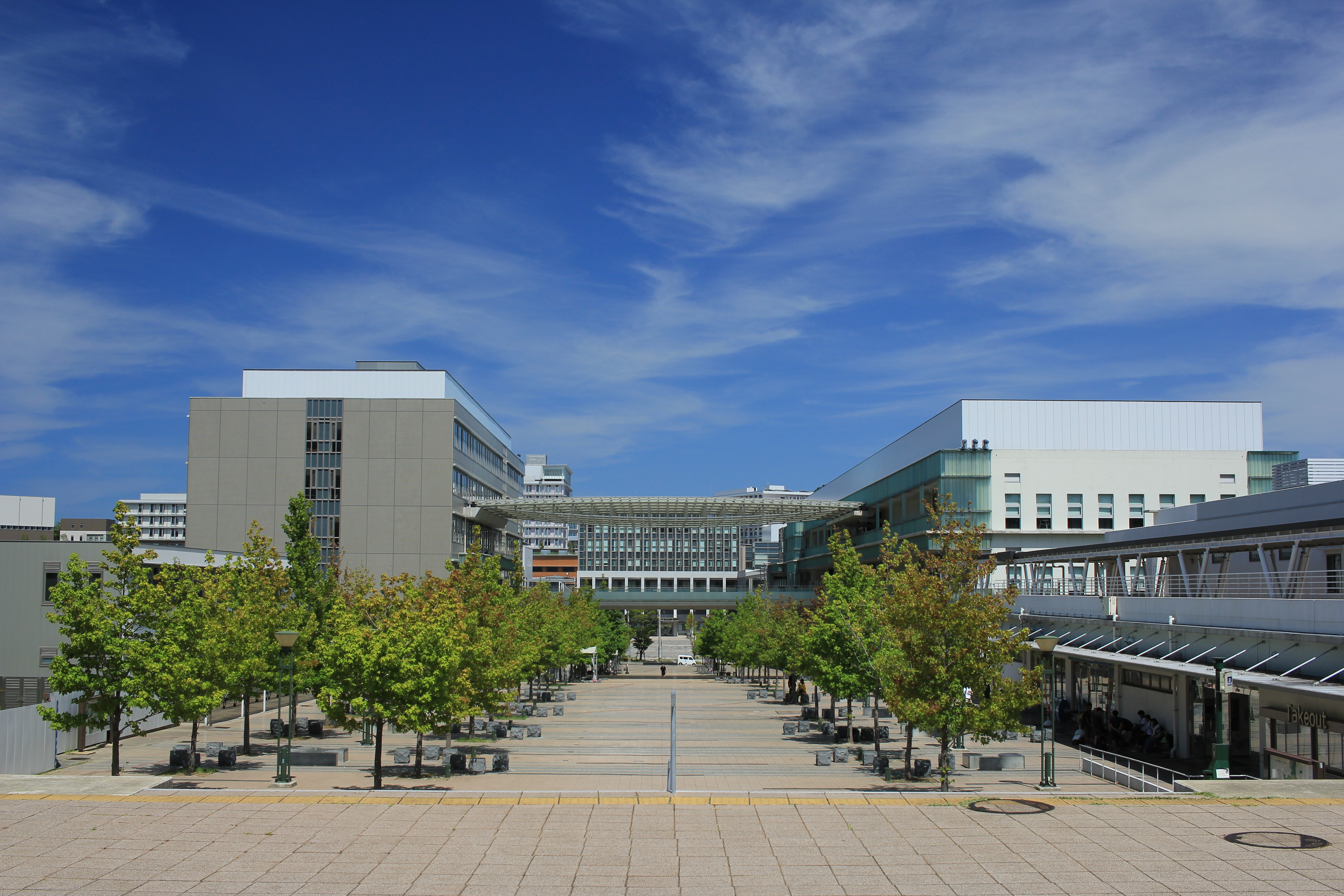
伊都キャンパス センターゾーン
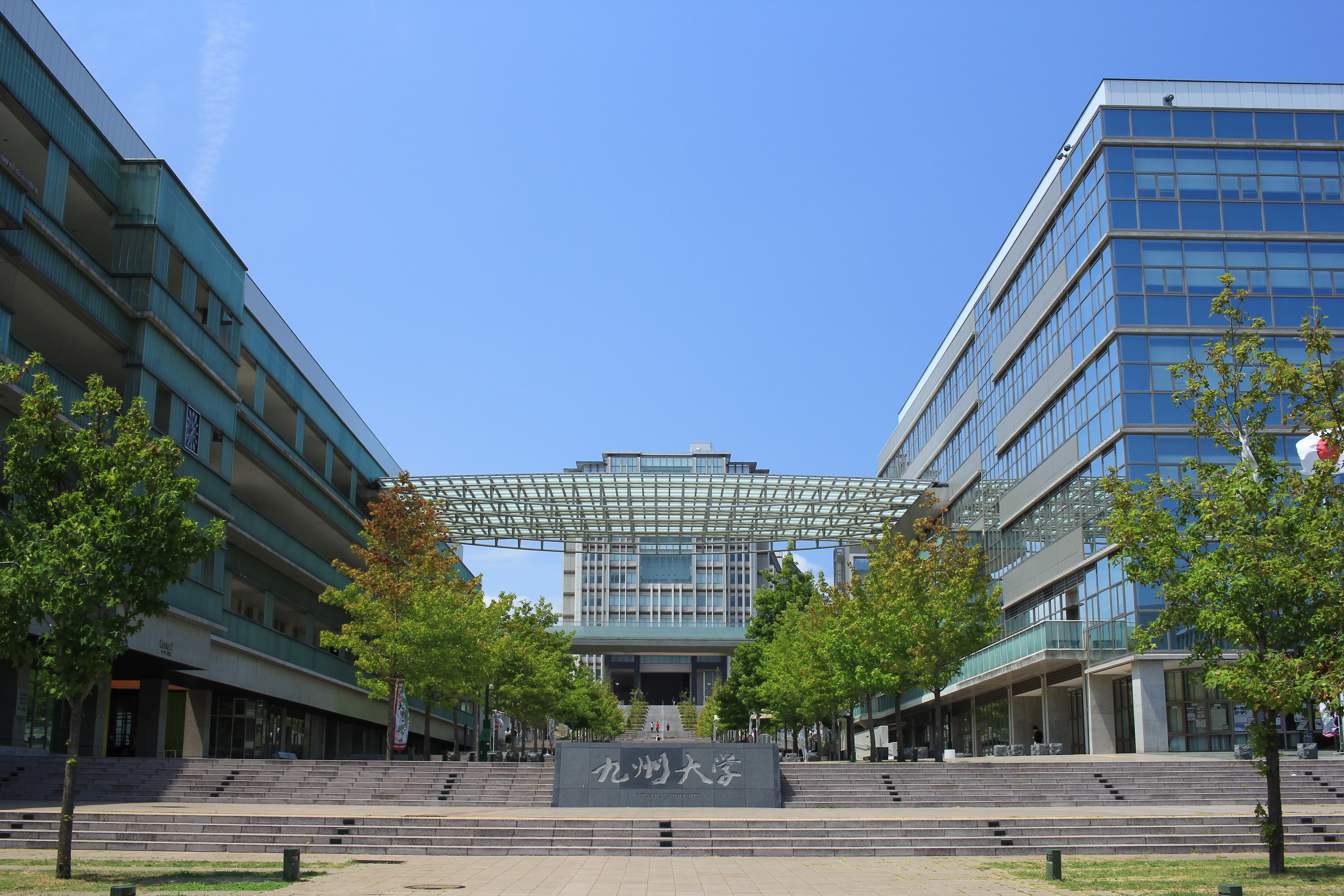
別角度から
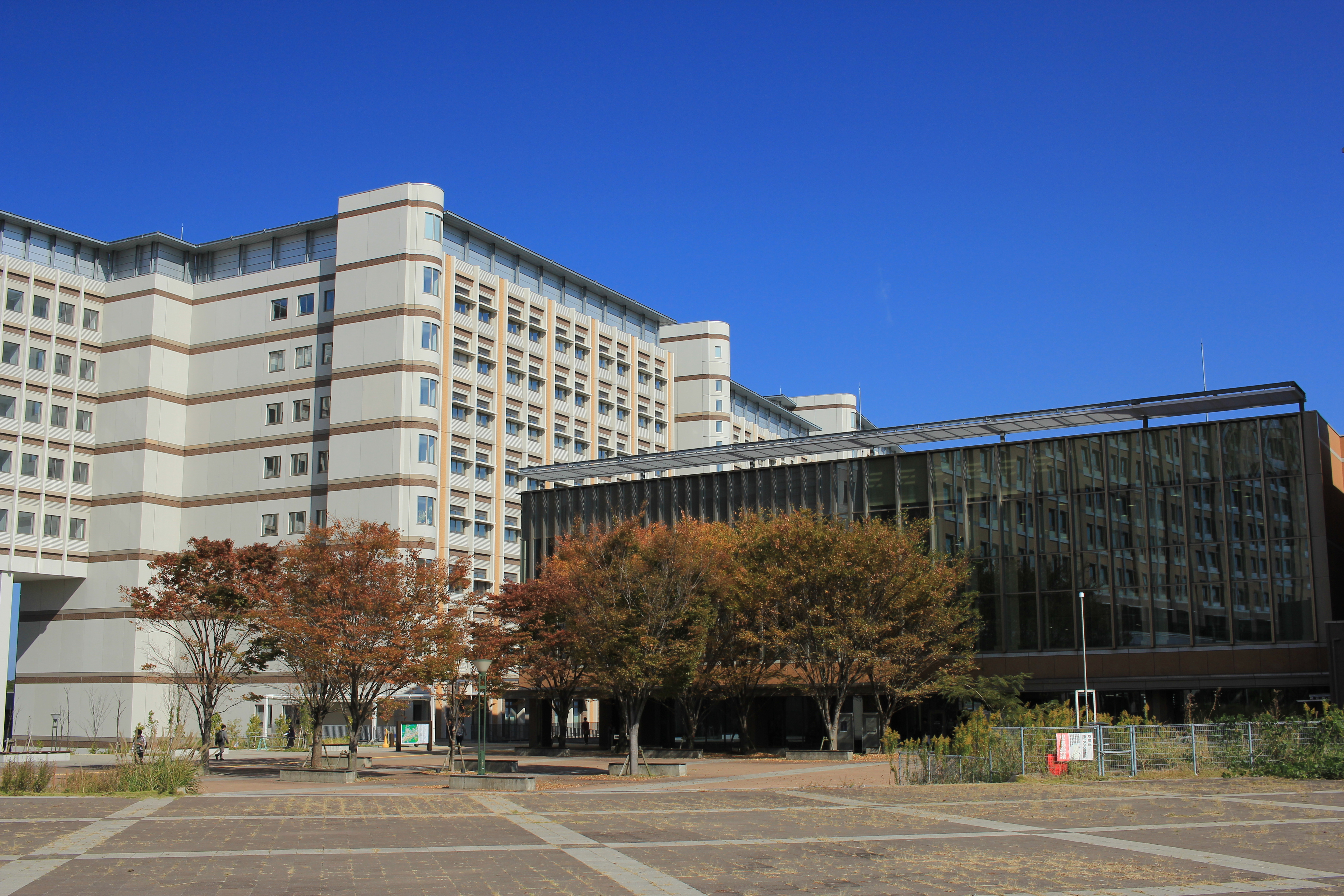
伊都キャンパス ウエスト1号館と理系図書館
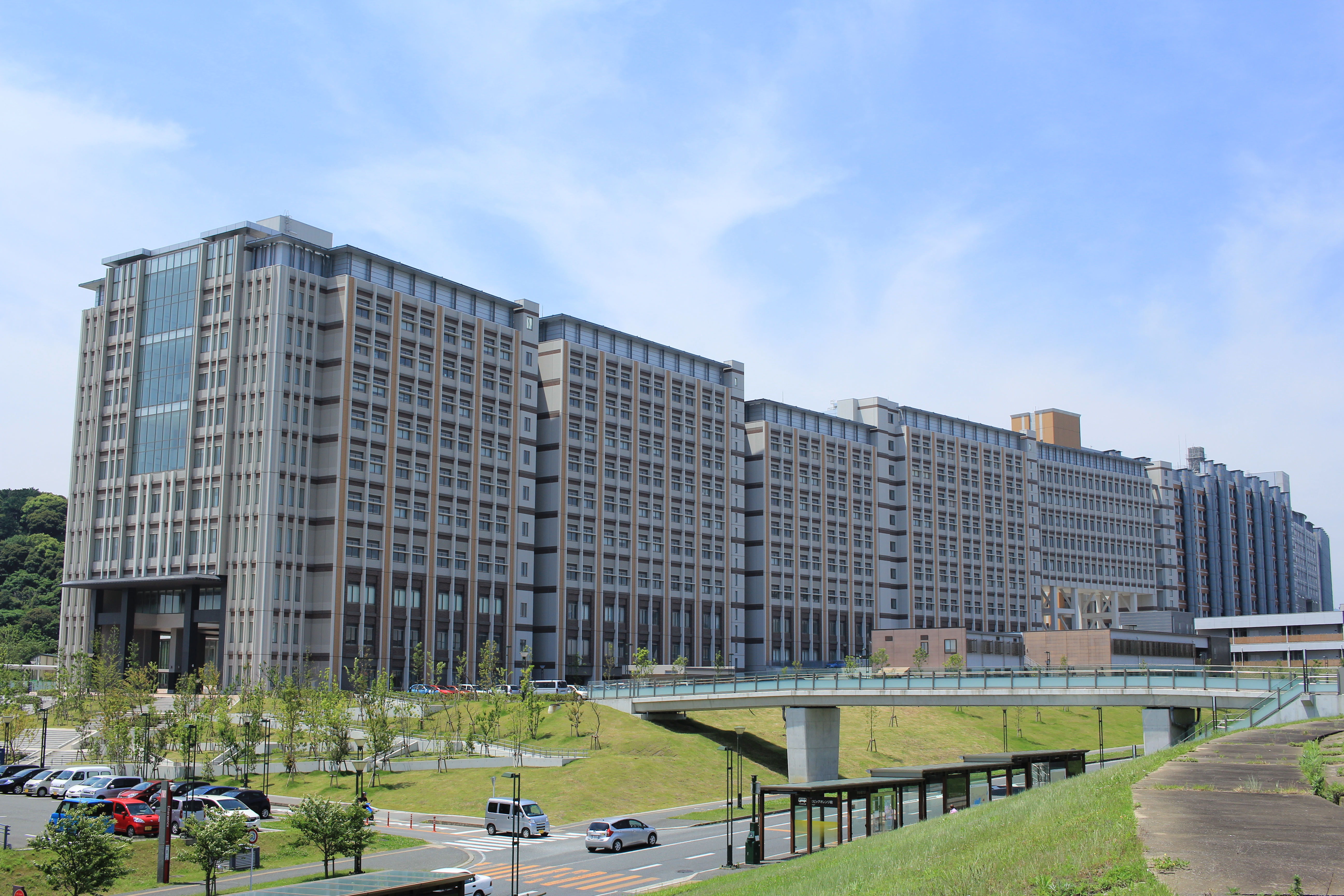
伊都キャンパス ウエスト1号館（別角度から）
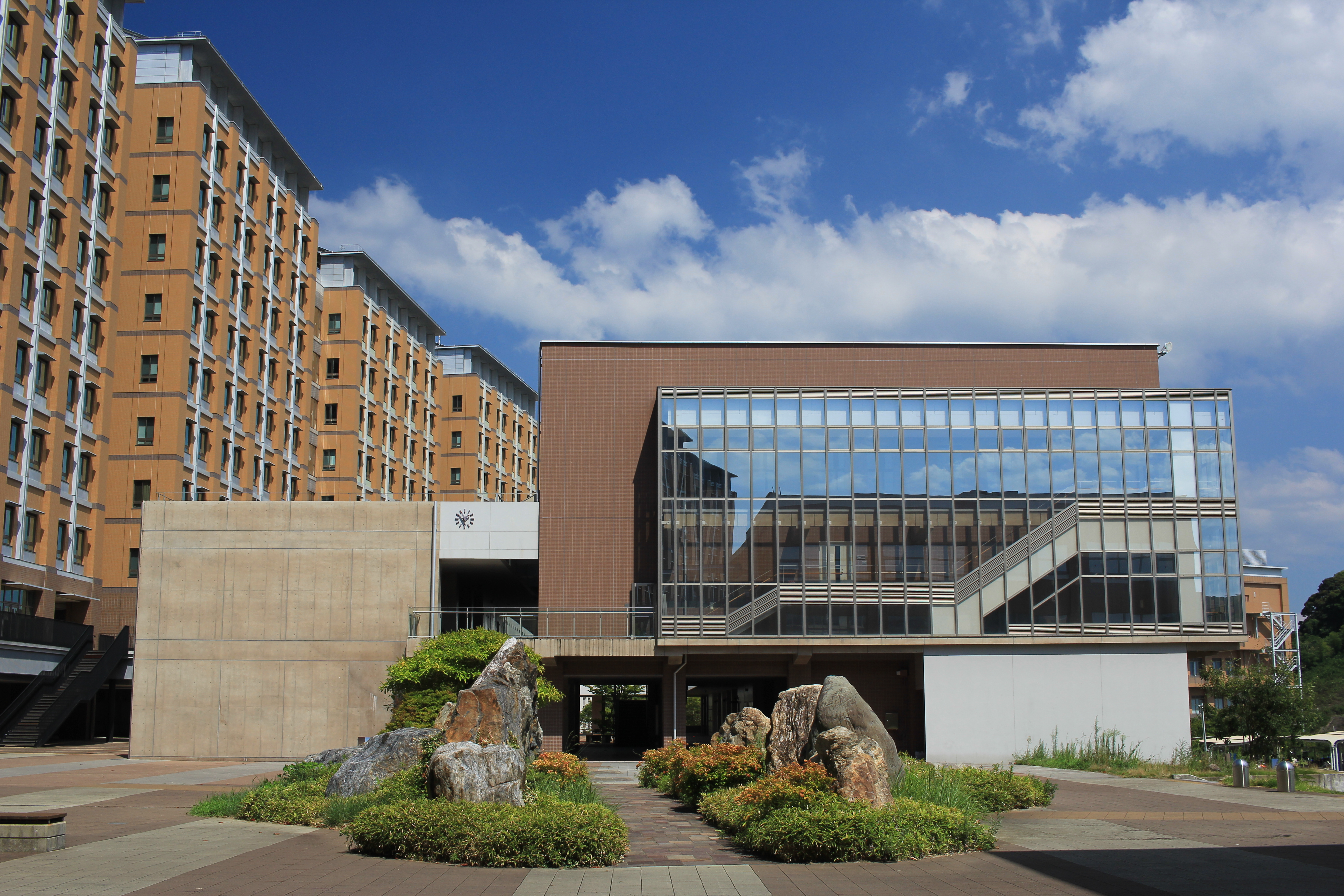
伊都キャンパス ウエスト2号館と総合学習プラザ
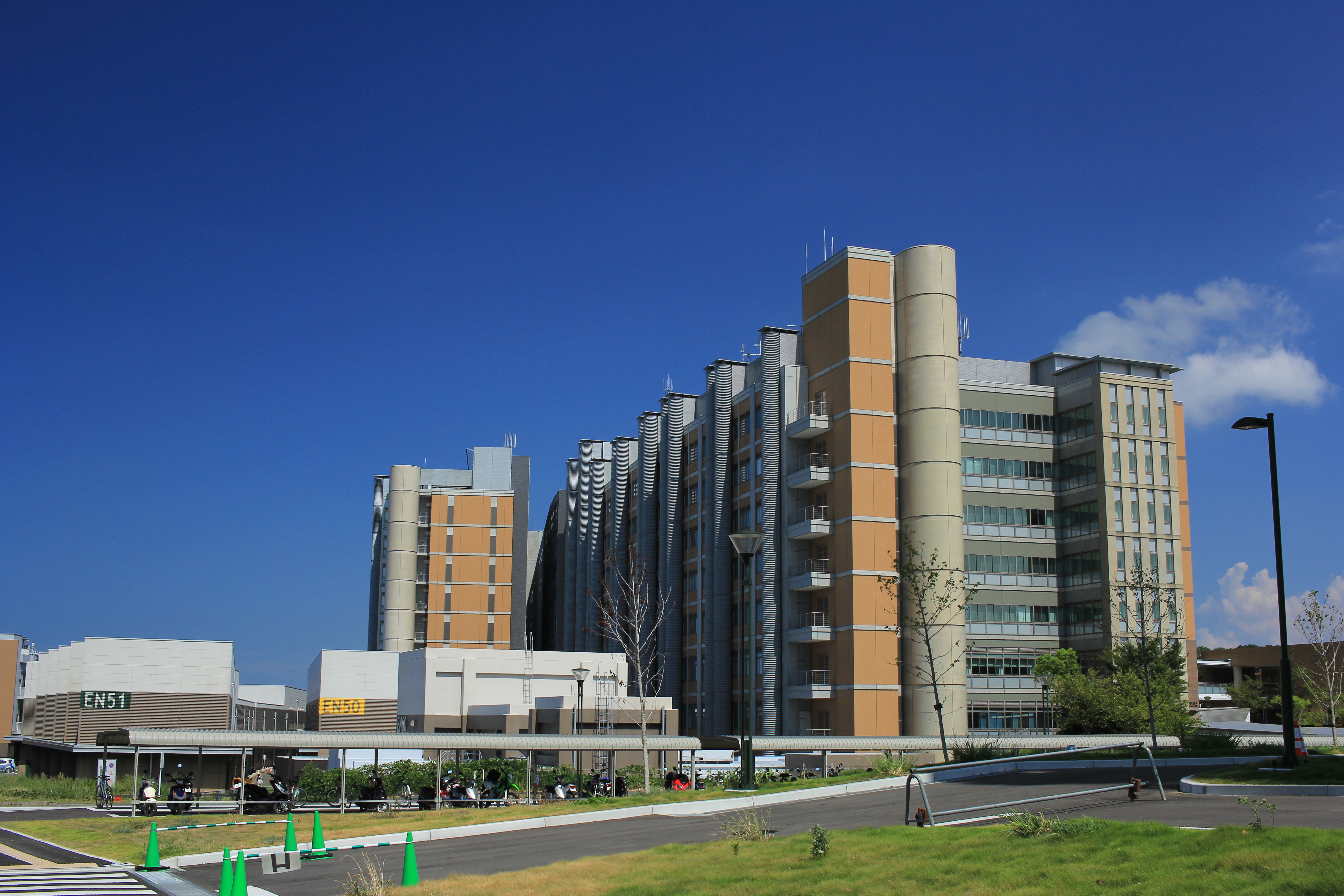
伊都キャンパス ウエスト4号館・3号館と実験施設群
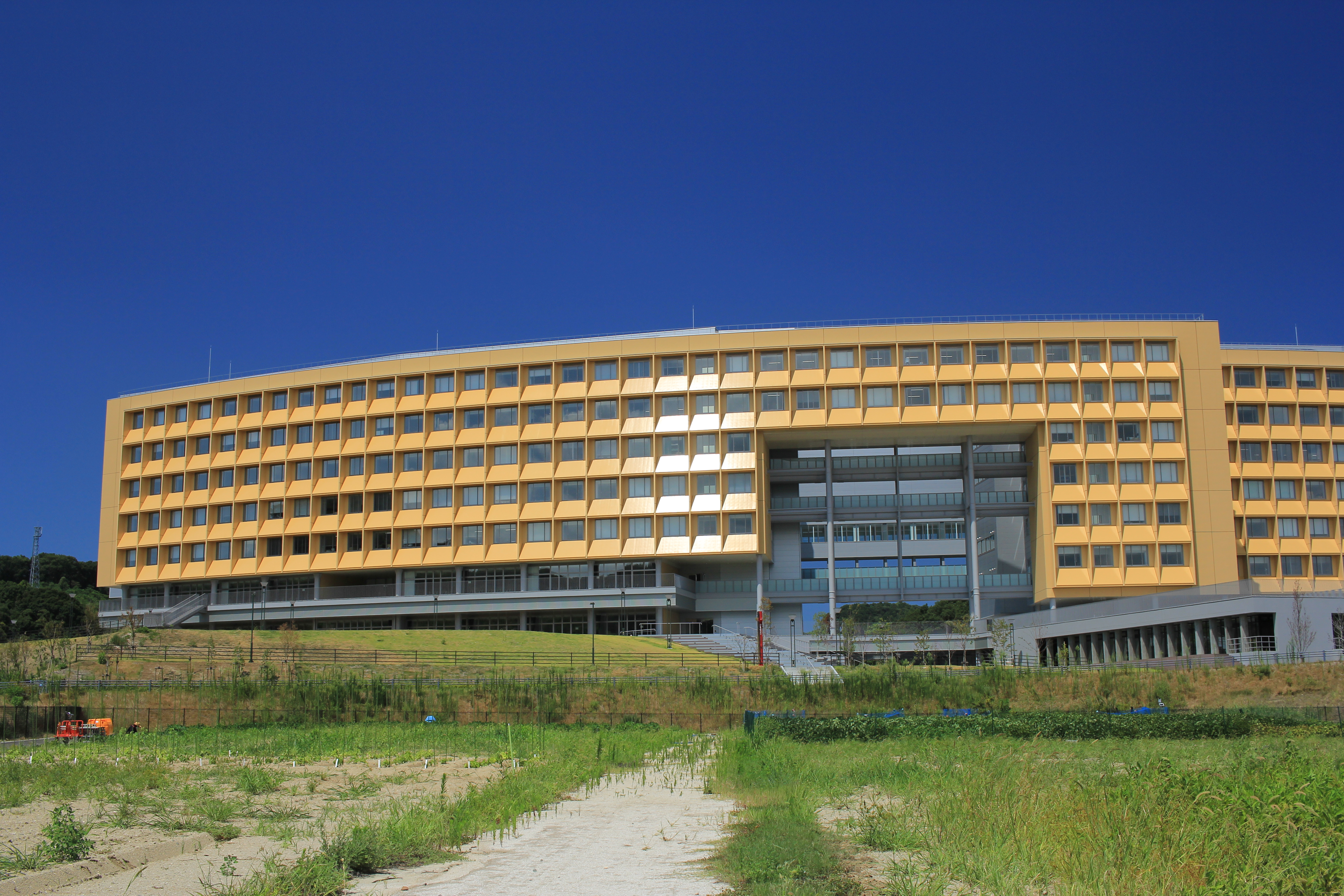
伊都キャンパス ウエスト5号館
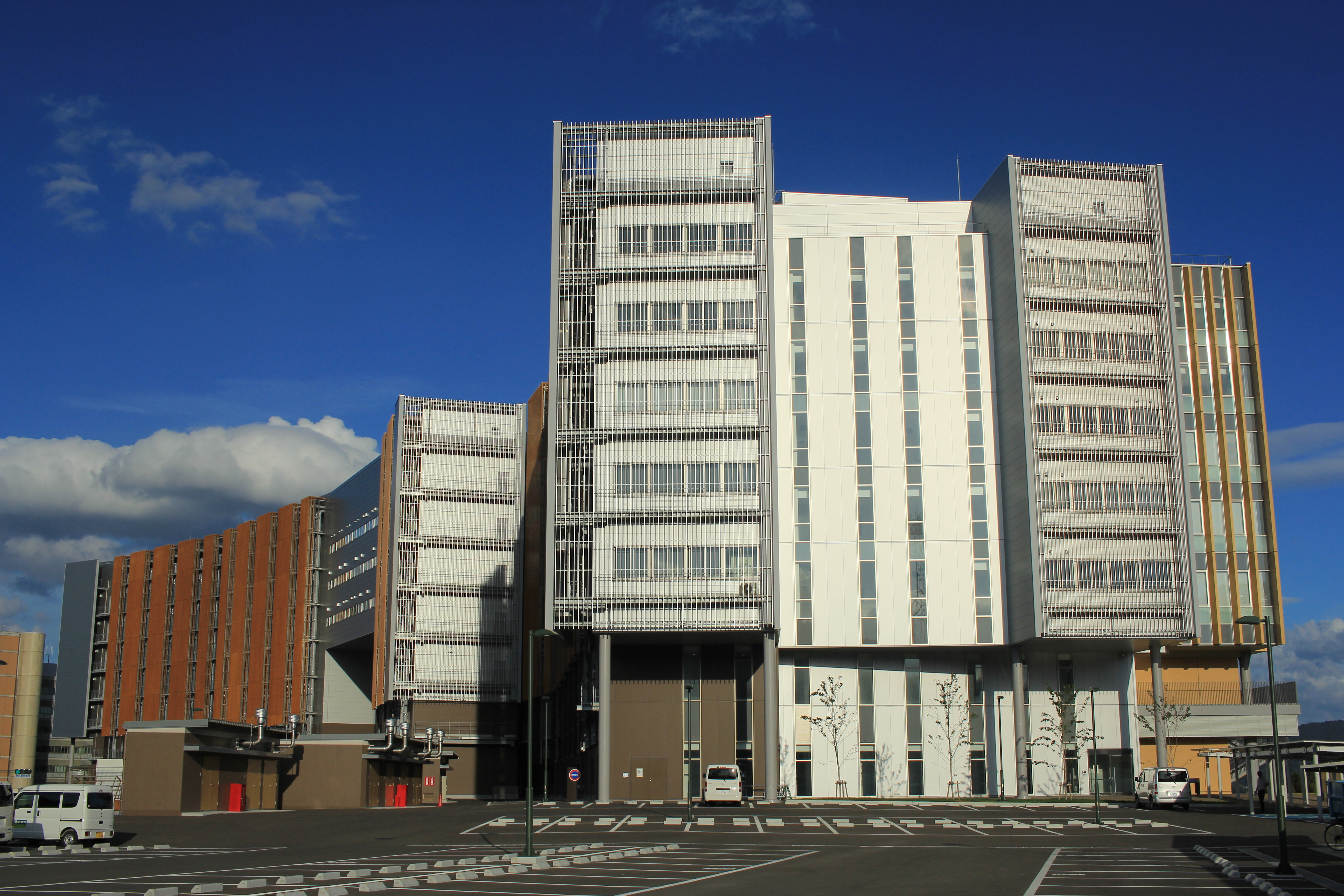
別角度から

#### 病院地区（馬出地区）
- 使用学部：医学部、歯学部、薬学部
- 使用研究院・学府：医学系学府／研究院、歯学府／研究院、薬学府／研究院
- 使用附属施設：九州大学病院、生体防御医学研究所／附属感染防御研究センター／遺伝情報実験センターなど
- 総面積：311,239m2[44]
- 最寄り駅：福岡市地下鉄箱崎線馬出九大病院前駅、JR九州鹿児島本線吉塚駅

（北緯33度36分35.1秒 東経130度24分52.3秒、 ウィキメディア・コモンズには、馬出キャンパスに関するメディアがあります。）
病院地区は、馬出（まいだし）地区、堅粕（かたかす）地区ともよばれる。京都帝国大学福岡医科大学の母体となった福岡県立病院の跡地である。九州大学内では最も歴史が古い地区である。病院については九州大学病院を参照。2009年（平成21年）9月に、総工費1千億円を費やし、着工から11年かけて建設された新病院棟が完成した。

施設の写真
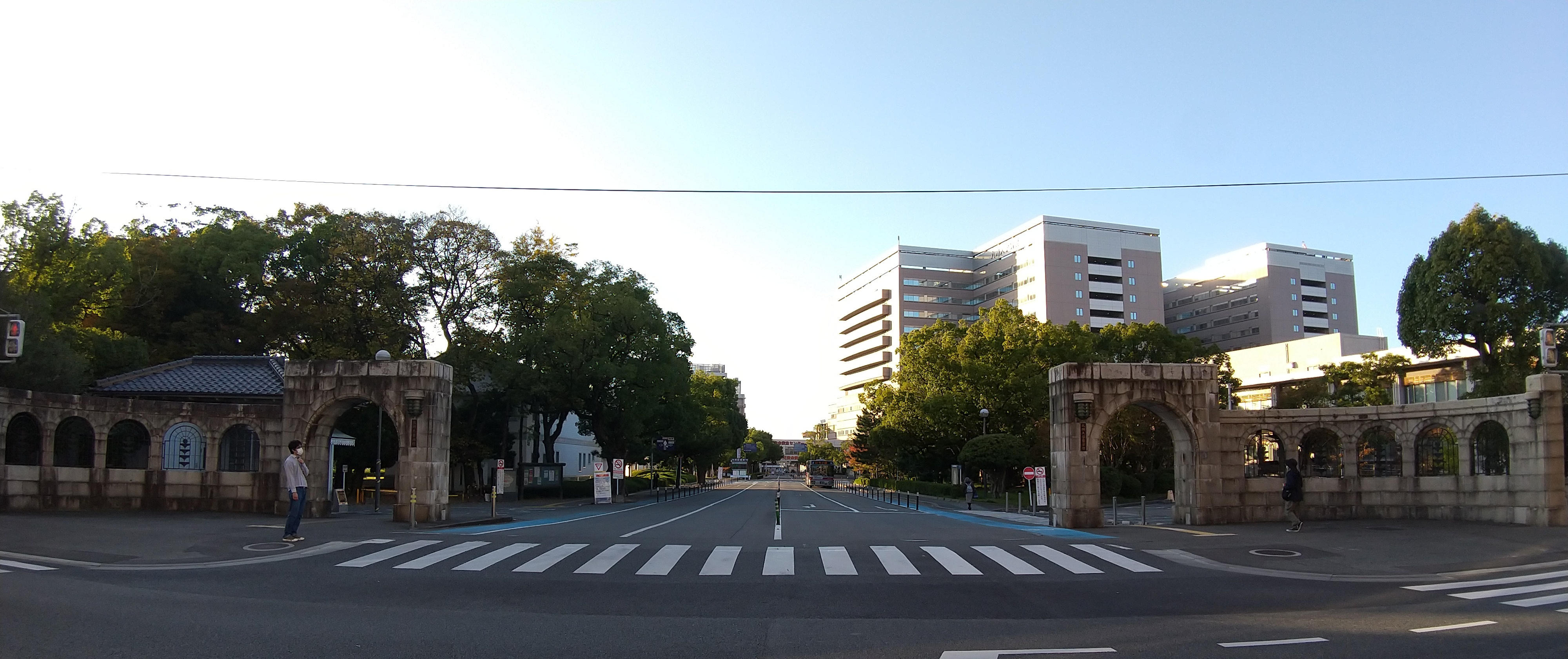
正門・大森通り
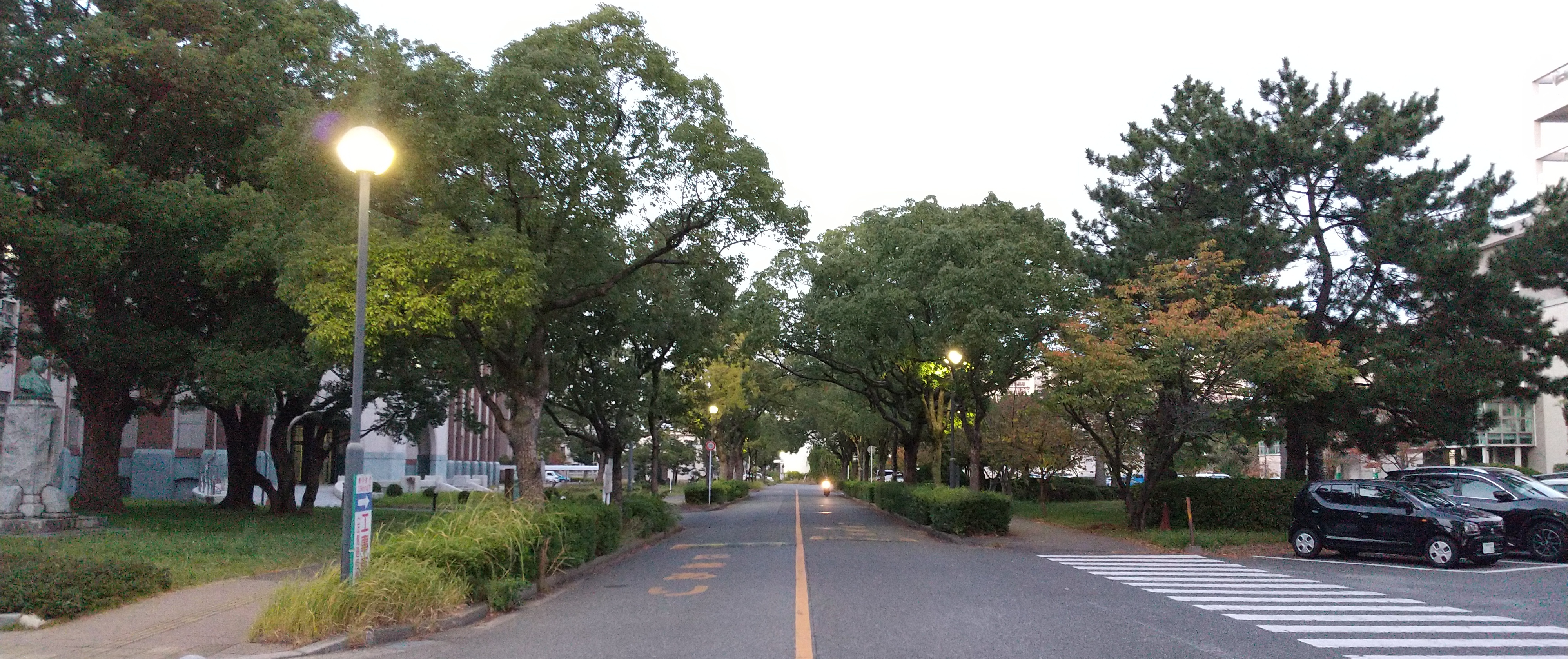
稲田通り
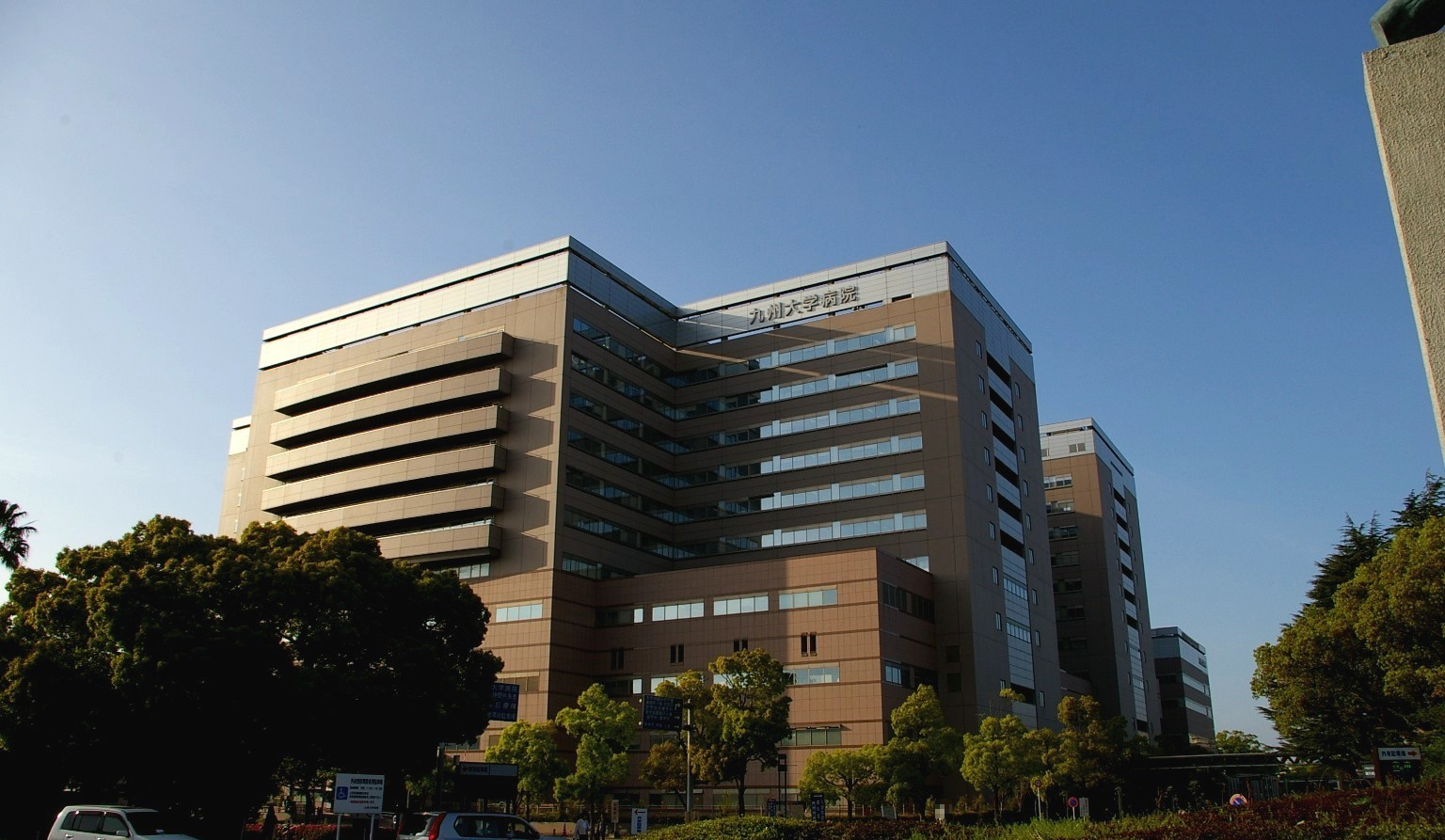
病院地区 九州大学病院（南棟）
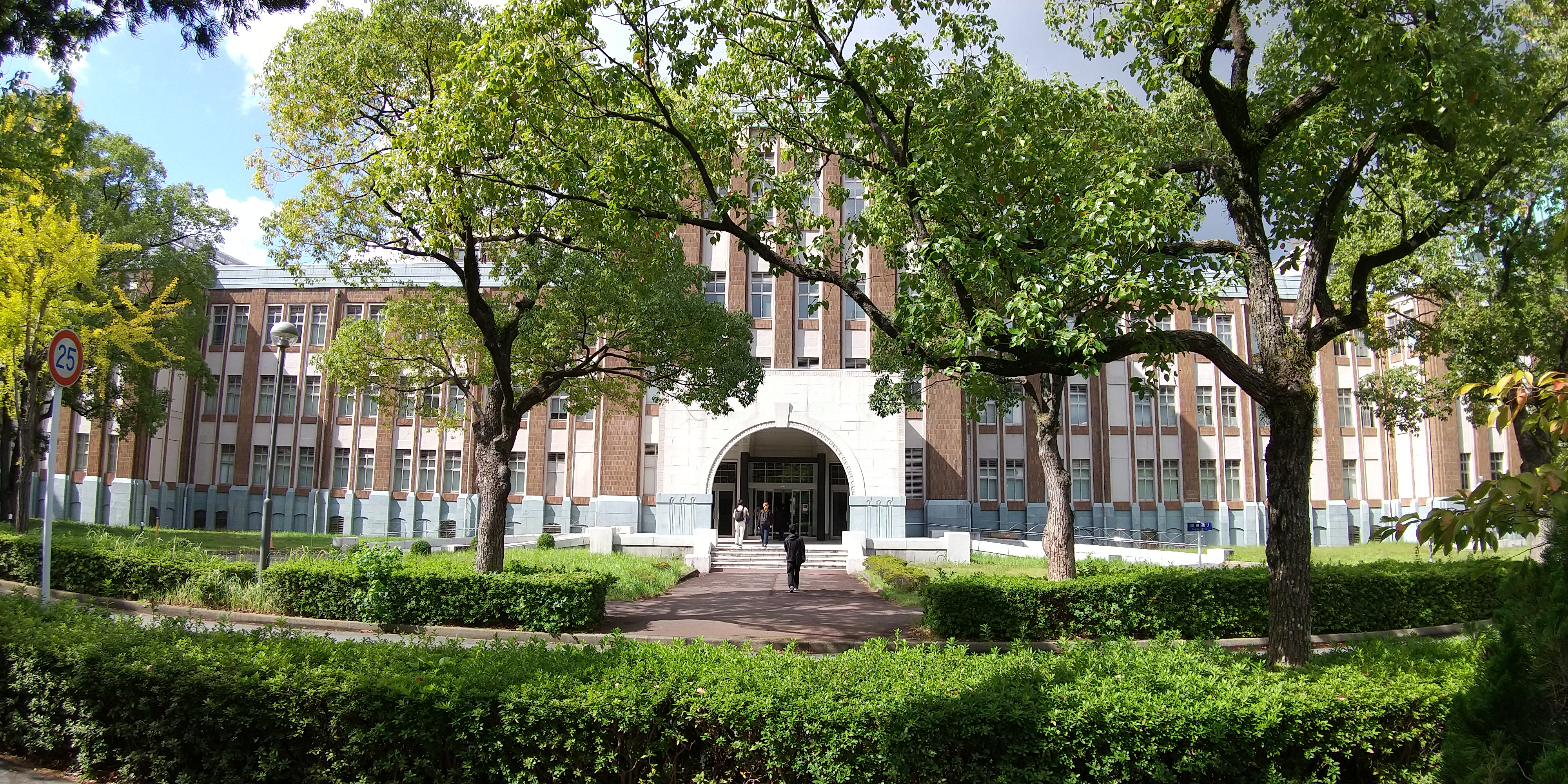
医学部基礎研究A棟
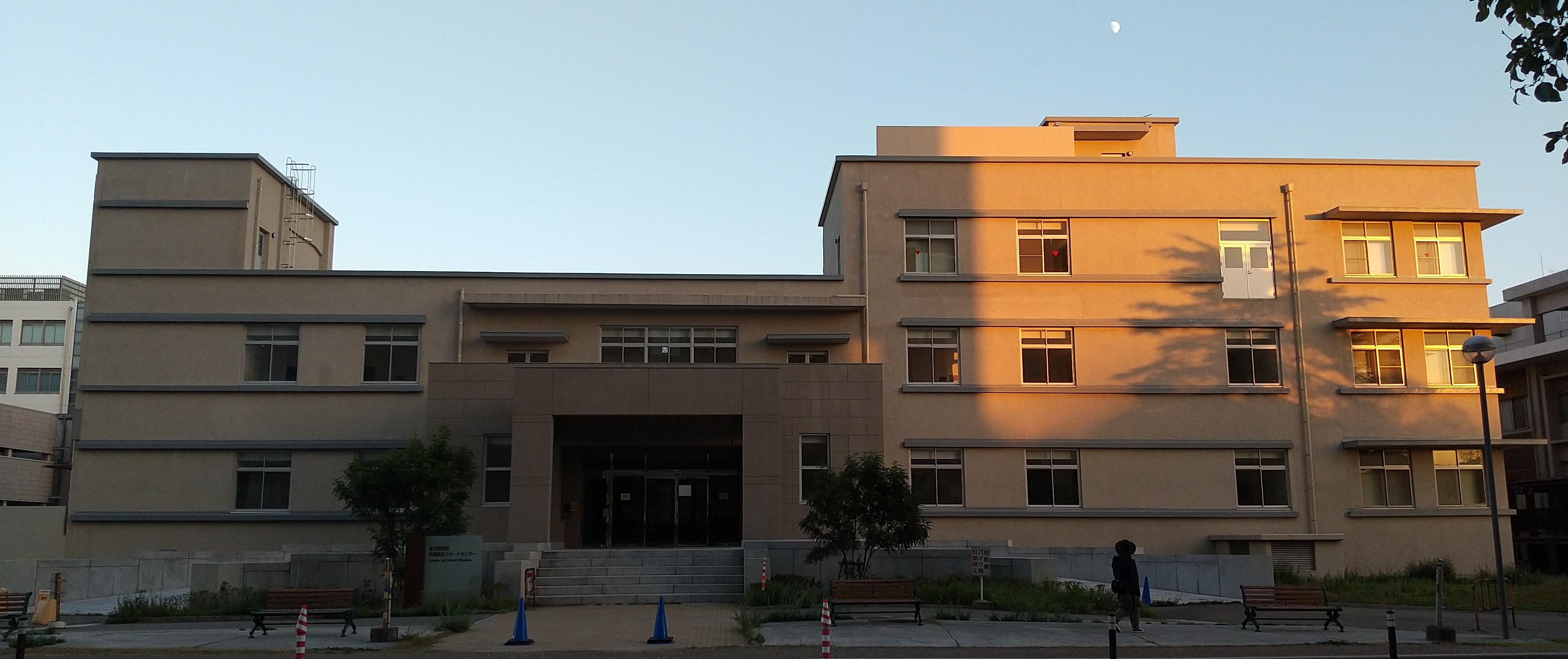
医学研究院附属総合コホートセンター
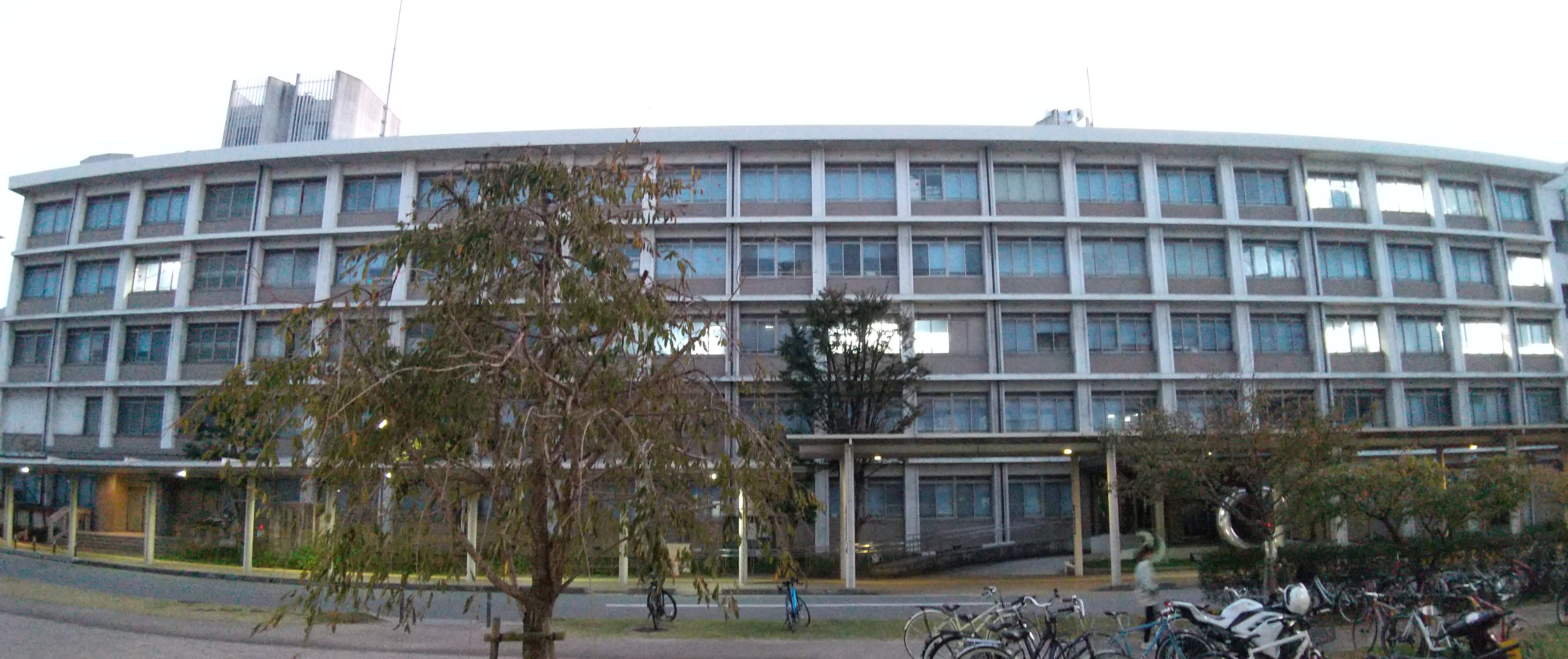
歯学部本部
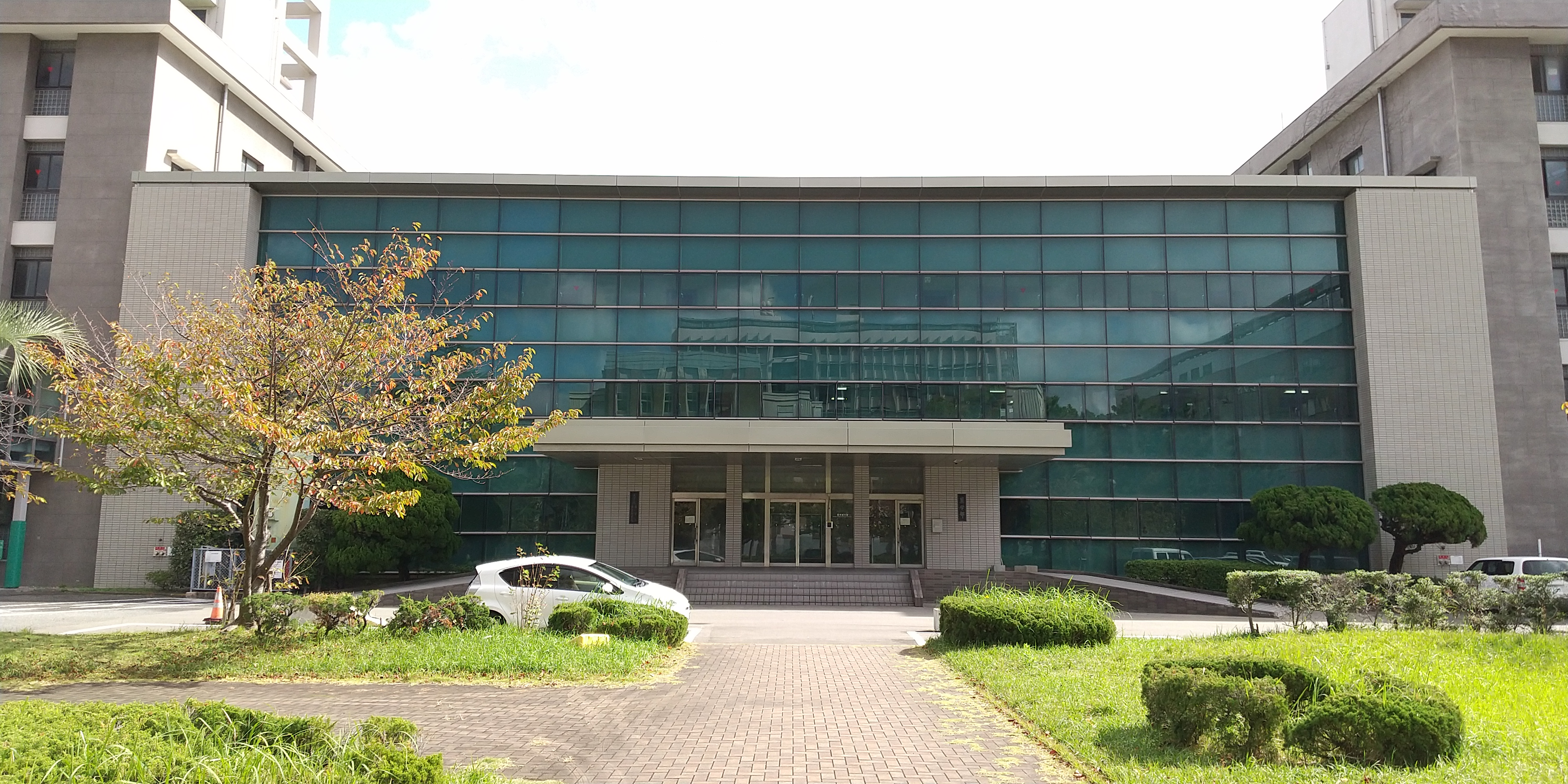
薬学部本館
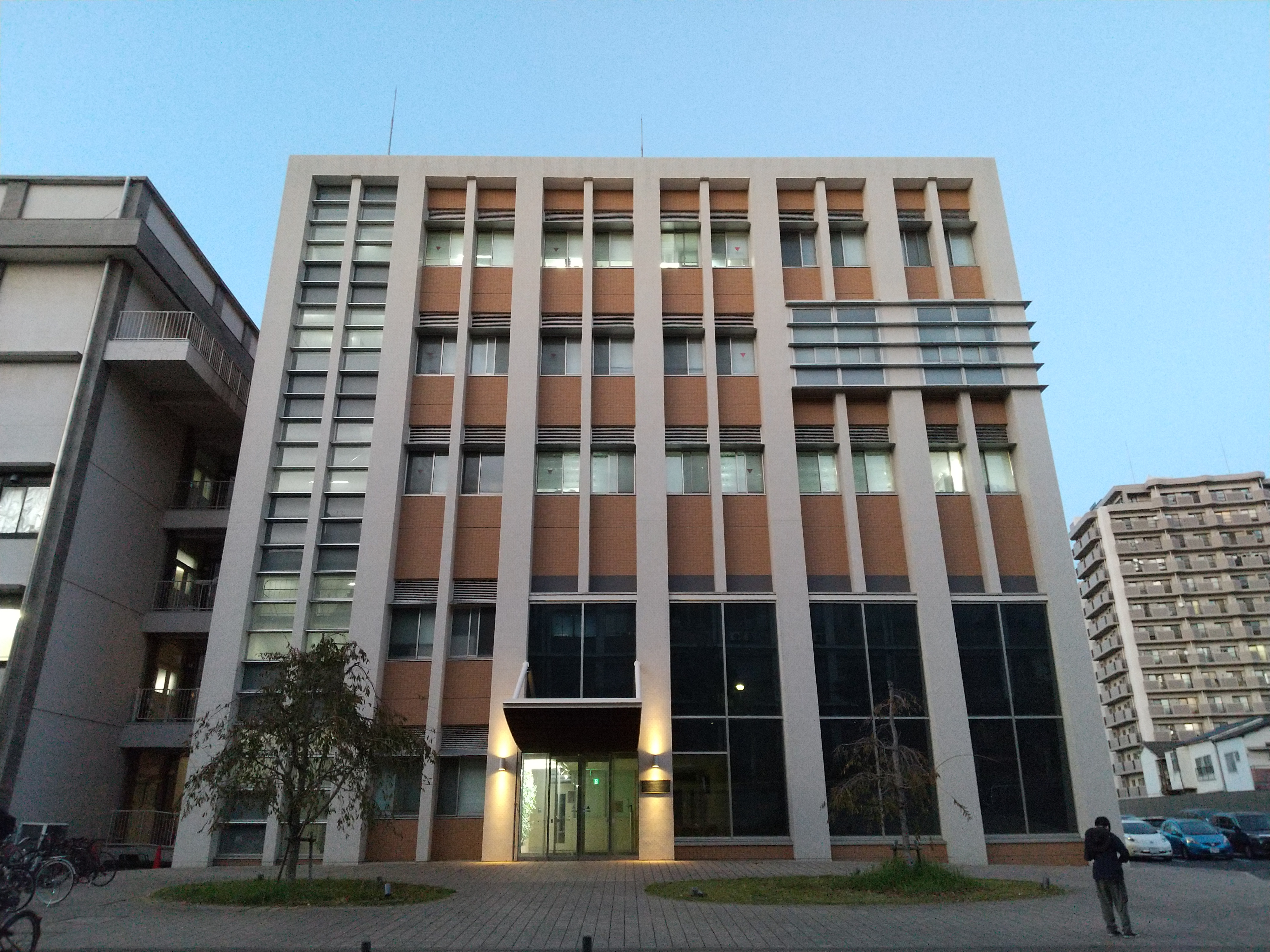
システム創薬リサーチセンター「グリーンファルマ研究所」
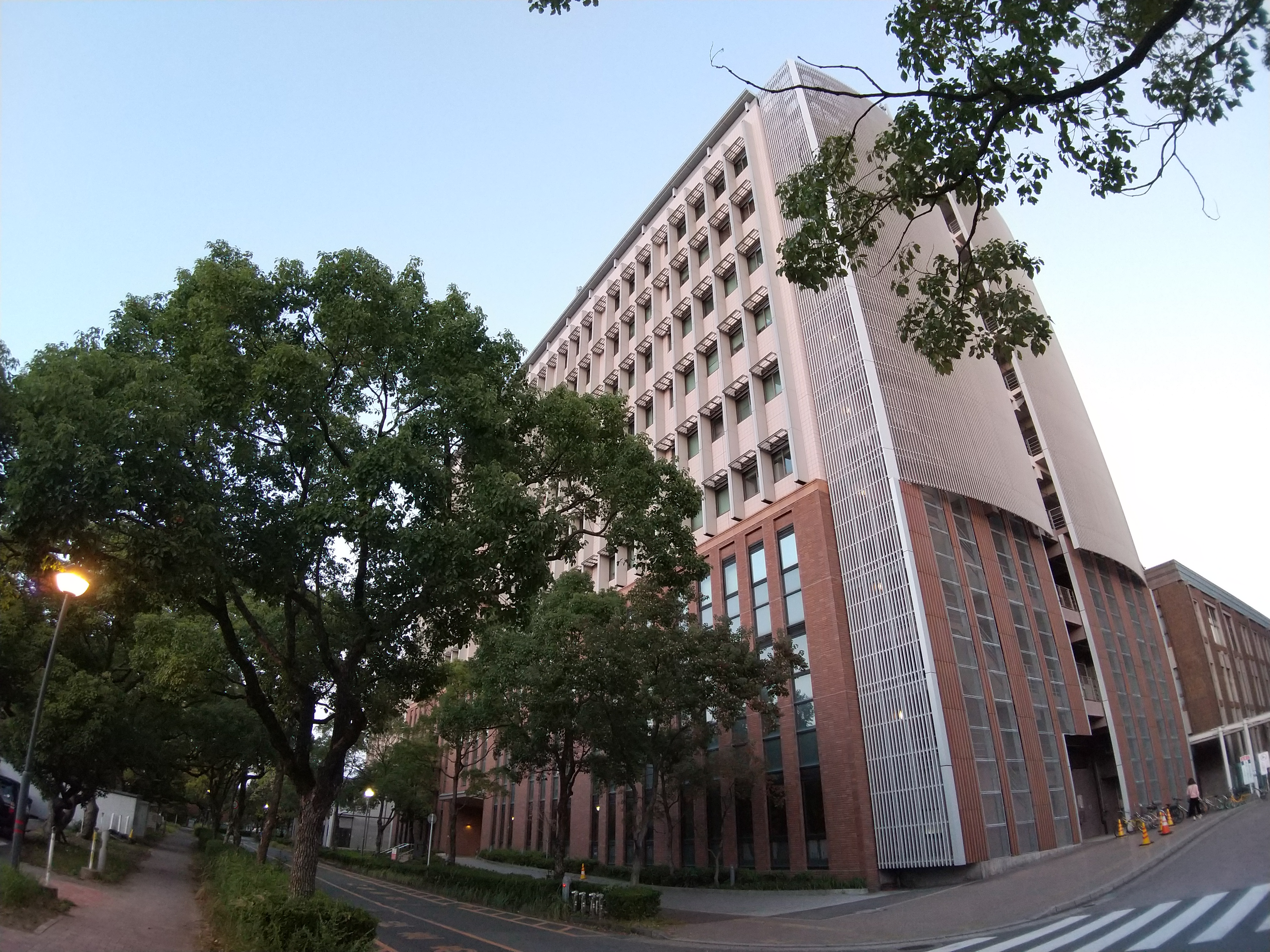
バイオメディカル・リサーチ・ステーション総合研究棟
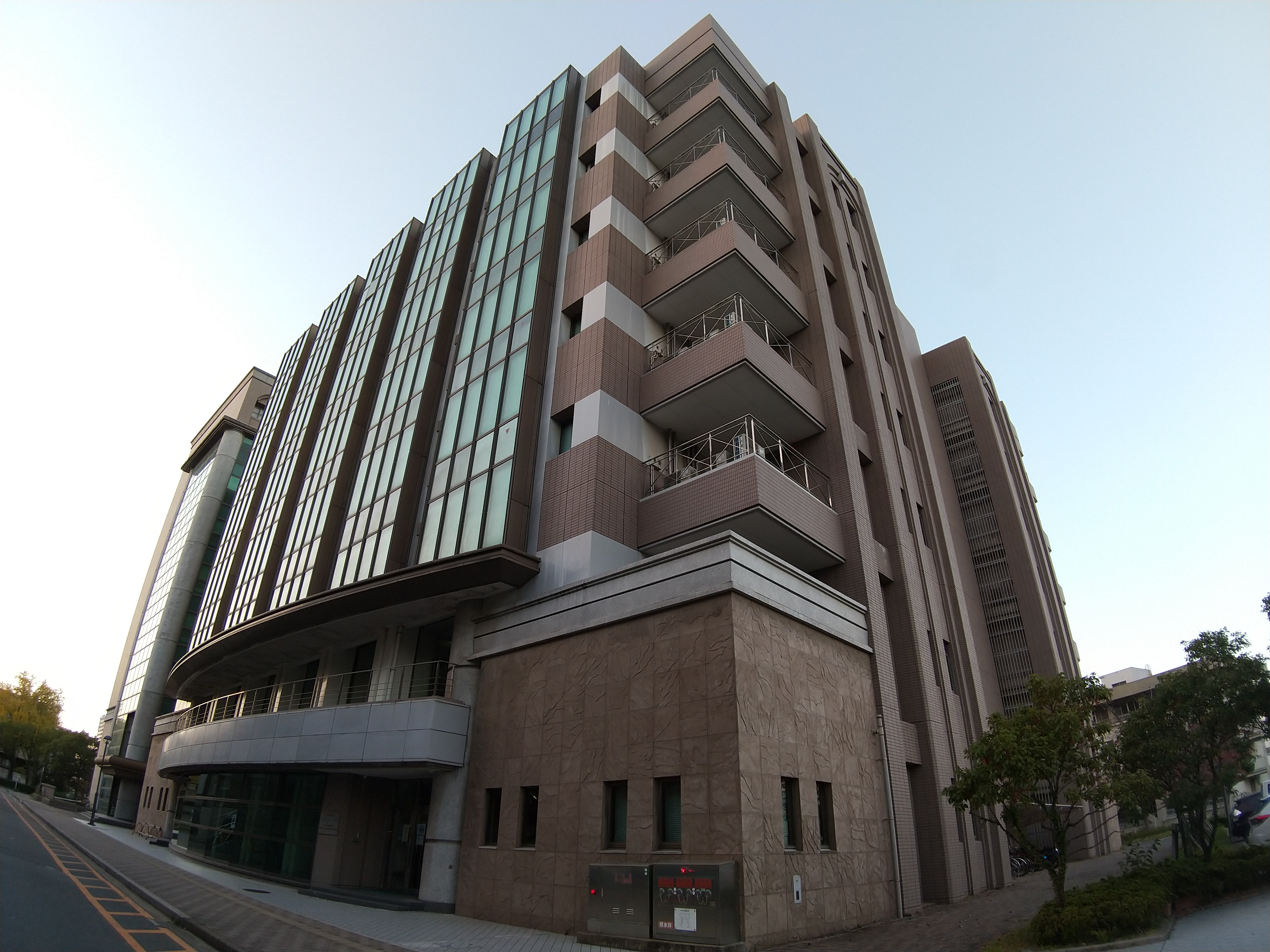
コラボ・ステーションII
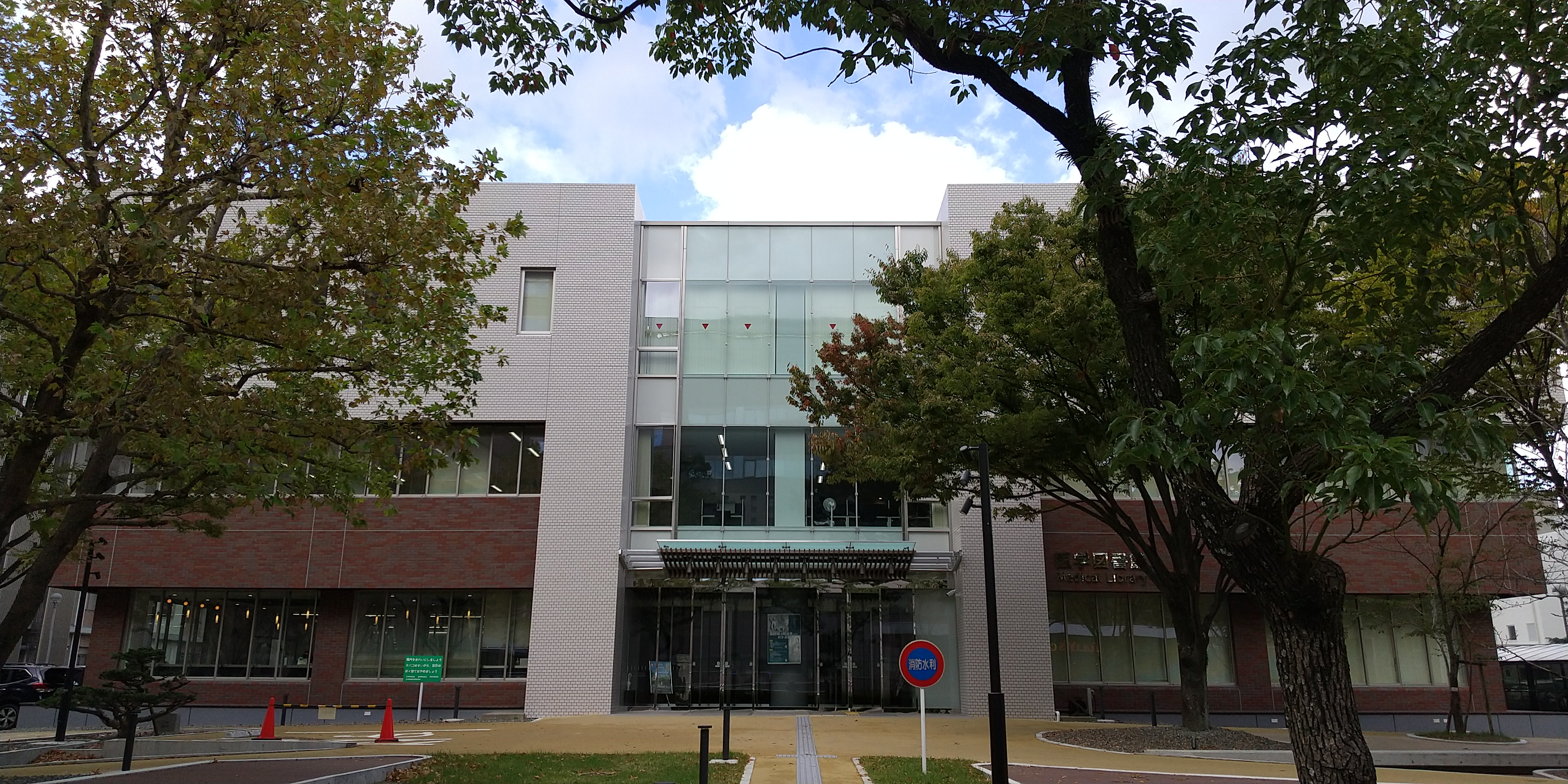
医学図書館
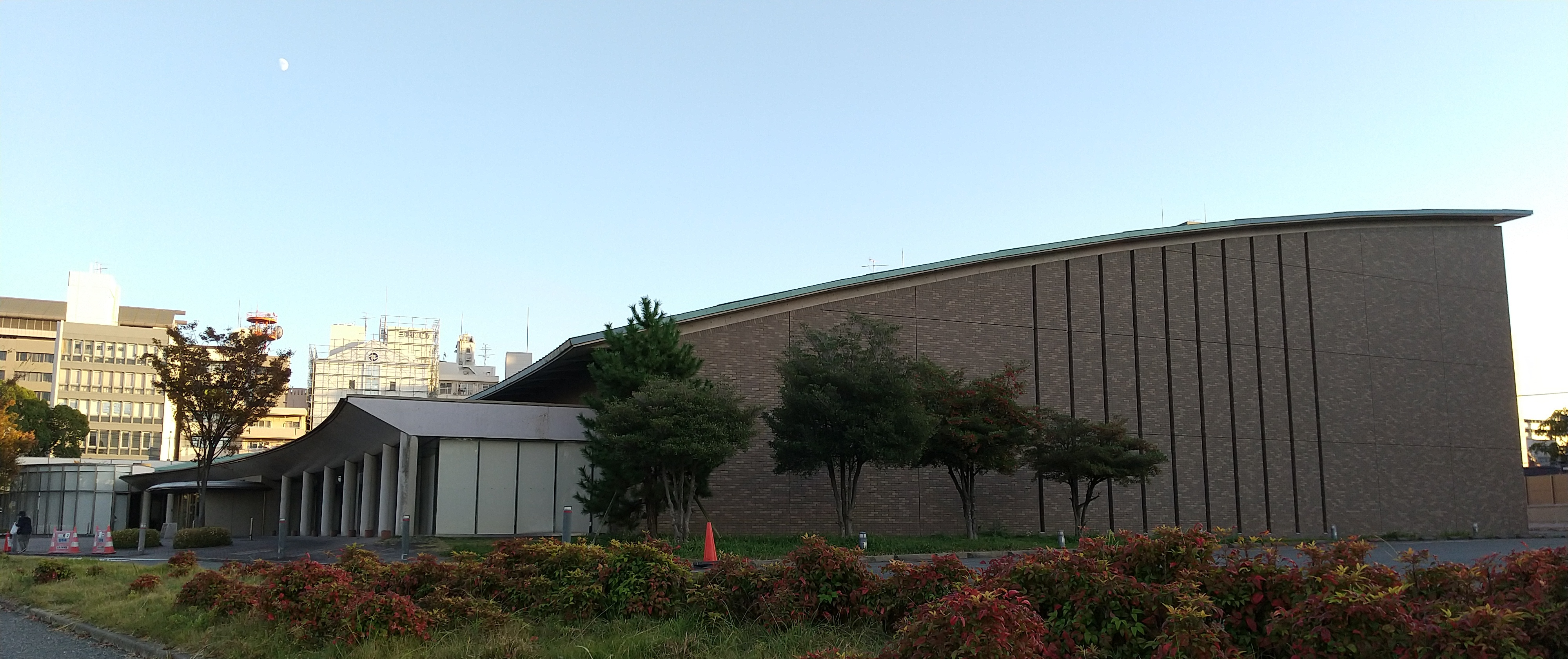
医学部百年講堂
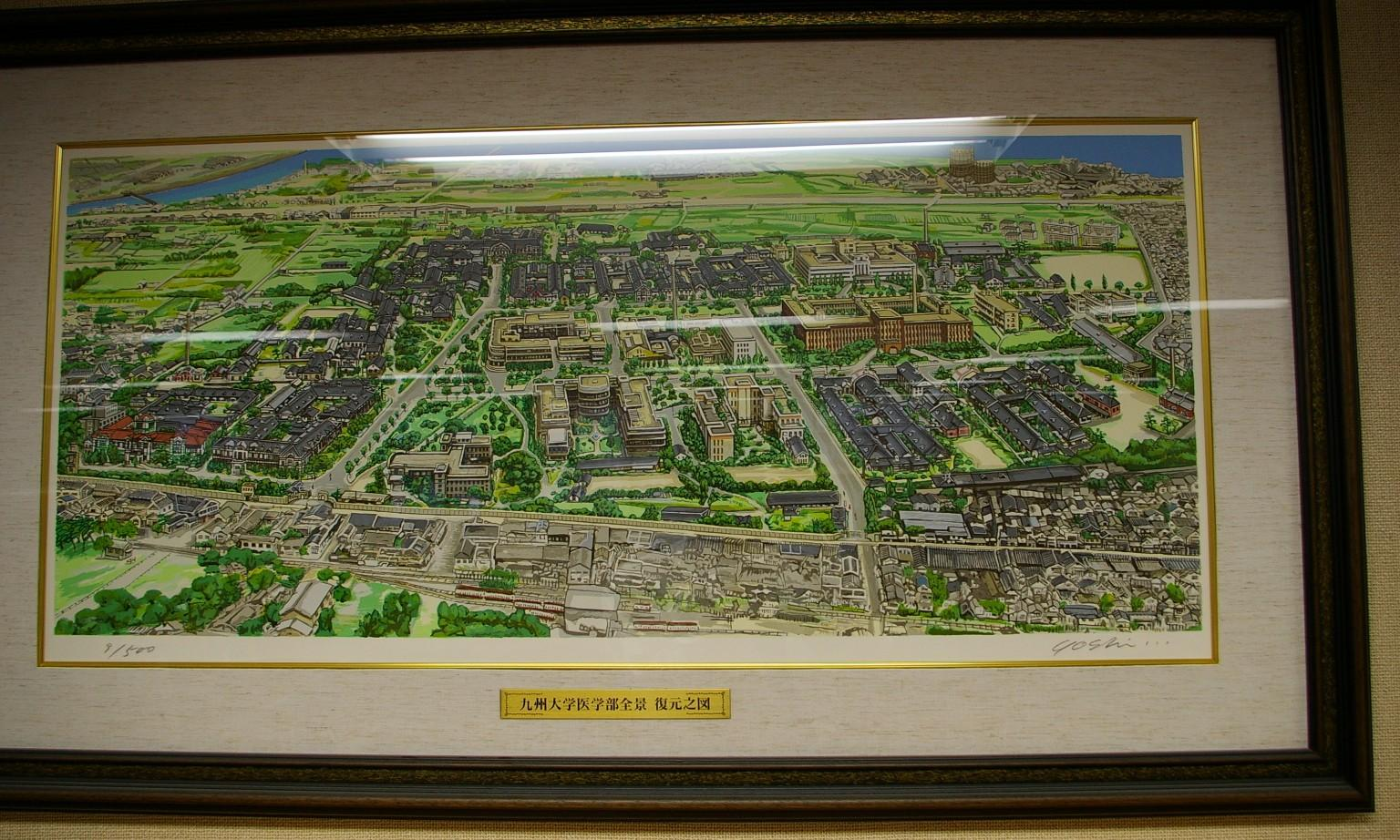
病院地区 戦前のキャンパスの復元図 （図書館医学分館より）

#### 筑紫地区
- 使用学部：工学部 融合基礎工学科[45]
- 使用研究院・学府：総合理工学府／研究院

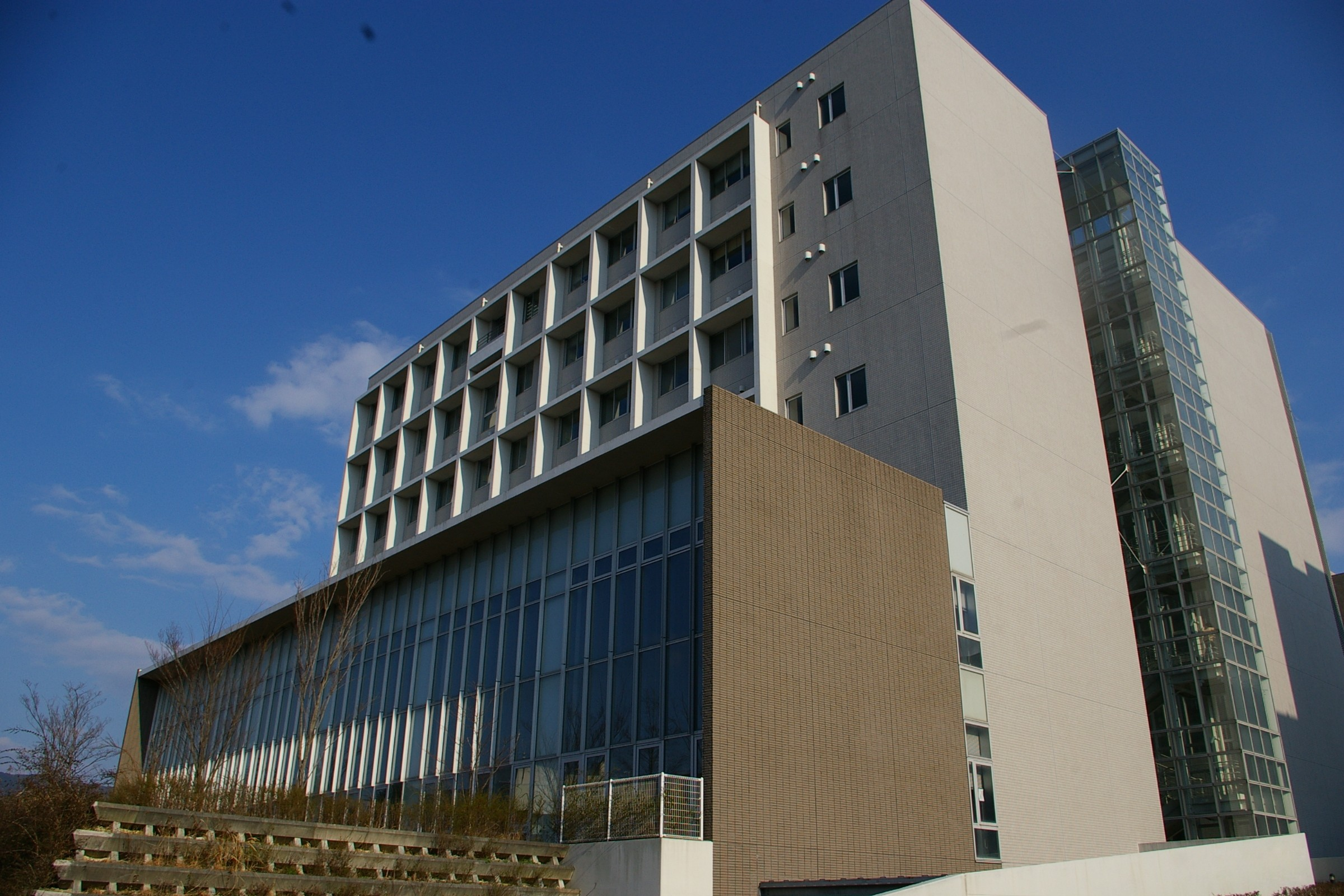
筑紫地区 総合研究棟 (C-CUBE)

- 使用附属施設：応用力学研究所、先導物質化学研究所など
- 総面積：257,334m2[44]
- 最寄り駅：JR九州鹿児島本線大野城駅、西鉄天神大牟田線白木原駅

（北緯33度31分18.8秒 東経130度28分39.1秒、 ウィキメディア・コモンズには、筑紫キャンパスに関するメディアがあります。）
教育の場としてよりは研究機関としての色合いが濃い。かつて筑紫地区への全面移転が計画されていたが地元の反対により断念、現在の形となった。全面移転計画当時は春日原地区とも呼ばれていた。
現在は、工学部の一部学科が使用している。

#### 大橋地区

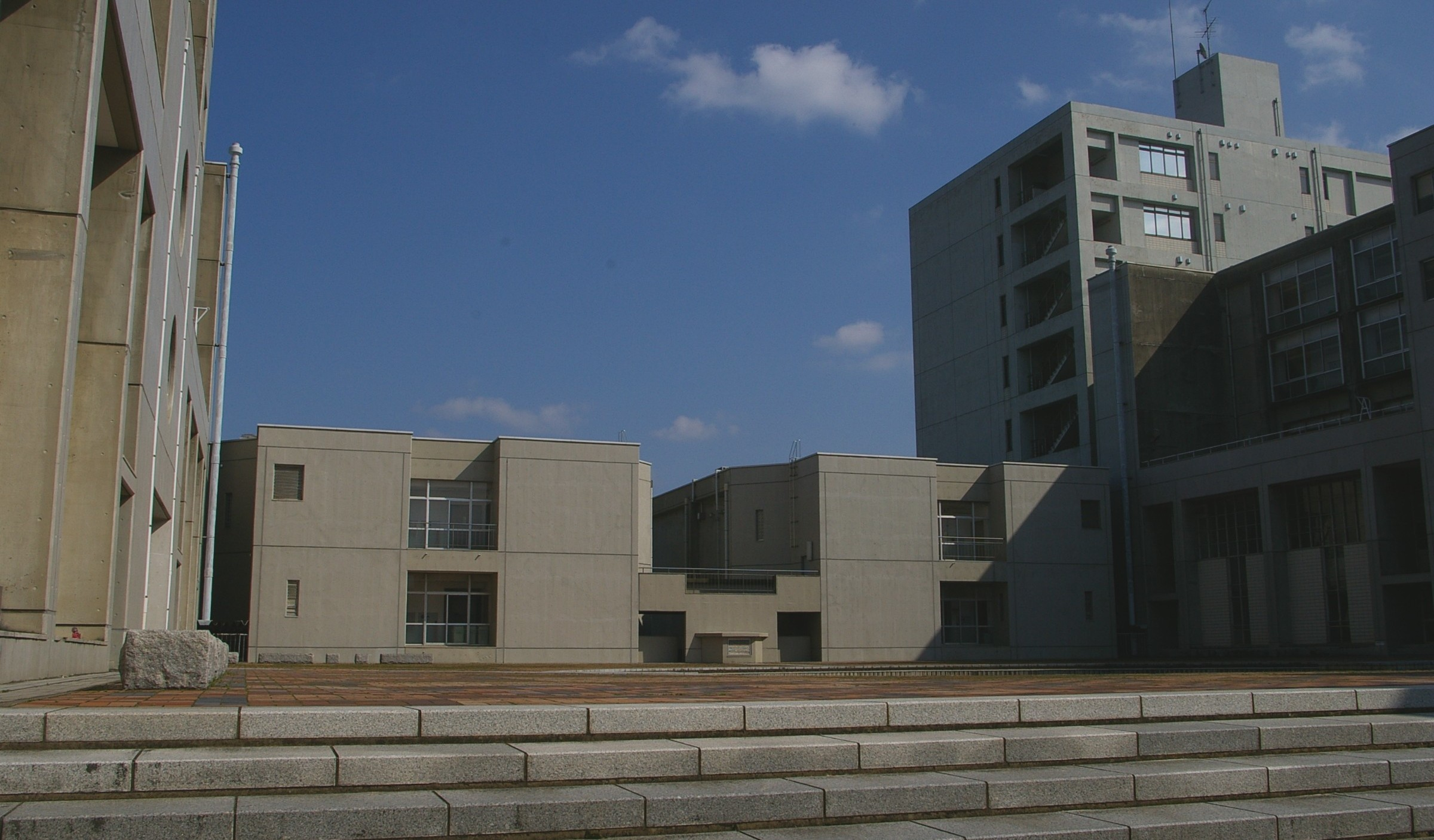
大橋地区 画像特殊棟

- 使用学部：芸術工学部
- 使用研究院・学府：芸術工学府／研究院
- 使用附属施設：感性融合創造センターなど
- 総面積：63,058m2[44]
- 最寄り駅：西鉄天神大牟田線大橋駅

北緯33度33分38.2秒 東経130度25分49.2秒
福岡県立筑紫丘高等学校の用地・建物を転用した旧福岡学芸大学（現福岡教育大学）福岡分校の跡地。かつての九州芸術工科大学で、芸術工学を学ぶ場所となっている。大橋、筑紫地区男子学生を対象とした学生寄宿舎として井尻寮が設置されている。

#### 別府地区
- 使用学部：なし
- 使用研究院・学府：なし
- 使用附属施設：九州大学病院別府病院
- 総面積：100,207m2[44]
- 最寄り駅：JR九州日豊本線別府駅から亀の井バス九大別府病院バス停

#### (旧)六本松地区
- 使用学部：なし

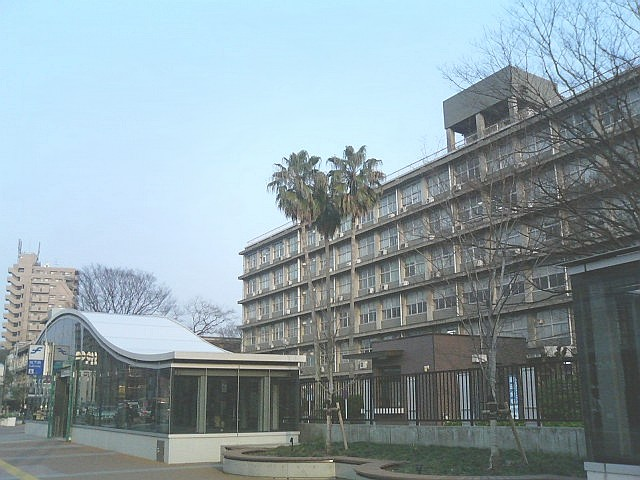
六本松地区 本館（現存せず）

- 使用研究院・学府：理学研究院、数理学研究院（閉校時点）
- 使用附属施設：なし
- 総面積：約6.5ha
- 最寄り駅：福岡市地下鉄七隈線六本松駅

旧制福岡高等学校の跡地。教養部が解体されたのちも全学教育科目（一般教養教育）の大部分はこの地区で行われていた。多くの科目は言語文化研究院、比較社会文化研究院所属の教員によって実施されていた。六本松地区で教養部・全学教育科目を履修する期間には、将来の専攻に関連する講義を受けるために、各学部の専門キャンパス（箱崎・馬出・大橋・伊都）に行く曜日があり、単位履修の関係で1日のうちに六本松と専門キャンパスの両方に行くこともあった。なお、2009年（平成21年）3月に閉鎖された田島寮は、この地区（樋井川対岸の城南区田島）にあった。
全学教育科目、比較社会文化学府／研究院は2009年（平成21年）4月に、数理学研究院・数理学府は2009年（平成21年）10月に伊都地区へ移転。2009年（平成21年）9月29日に六本松地区の閉校式が行われ、88年の歴史に幕を下ろした。跡地は2010年（平成22年）3月に独立行政法人都市再生機構 (UR) に売却された。2010年（平成22年）12月から解体作業に着手しており2011年（平成23年）9月中旬までに完了した。
なお、六本松キャンパス跡地の一部に開業した「六本松421」の3階部分に九州大学法科大学院が移転し、2017年（平成29年）9月25日に開講した。

#### (旧)箱崎地区
- 使用学部：なし
- 使用研究院・学府：なし
- 使用附属施設：総合研究博物館、大学文書館
- 総面積：453,795m2[44]（移転前）
- 最寄り駅：福岡市地下鉄箱崎線箱崎九大前駅、福岡市地下鉄箱崎線・西鉄貝塚線貝塚駅、JR九州鹿児島本線箱崎駅

（北緯33度37分31.4秒 東経130度25分28.9秒、 ウィキメディア・コモンズには、箱崎キャンパスに関するメディアがあります。）
地区内は理系地区と文系地区に分かれていた。理系キャンパスには旧大学本部や旧法文学部棟など戦前の建物が多く残っていた。これらの多くは建築家倉田謙の手になるもので、九州大学の赤本の表紙にもなって親しまれた旧工学部本館（1930年竣工）も倉田の設計である。地区の学生寮としては男子寮の松原寮、女子寮の貝塚寮があった。福岡空港16番滑走路に着陸する直前の飛行機が真上を通過している。
2018年（平成30年）9月に全学部・大学院の移転が完了した。理系地区の一部区域にある旧工学部本館、旧本部第一庁舎、旧第三庁舎、正門門衛所、正門については保存され、旧工学部本館は2018年10月以降も総合研究博物館、文書館として利用している。
UR（都市再生機構）が道路などの都市基盤を整備し、公園、小学校を配置。事業者を公募して住宅や商業施設などを造る計画である。2023年3月までに道路が整備され、同年4月から事業者の公募が始まった。

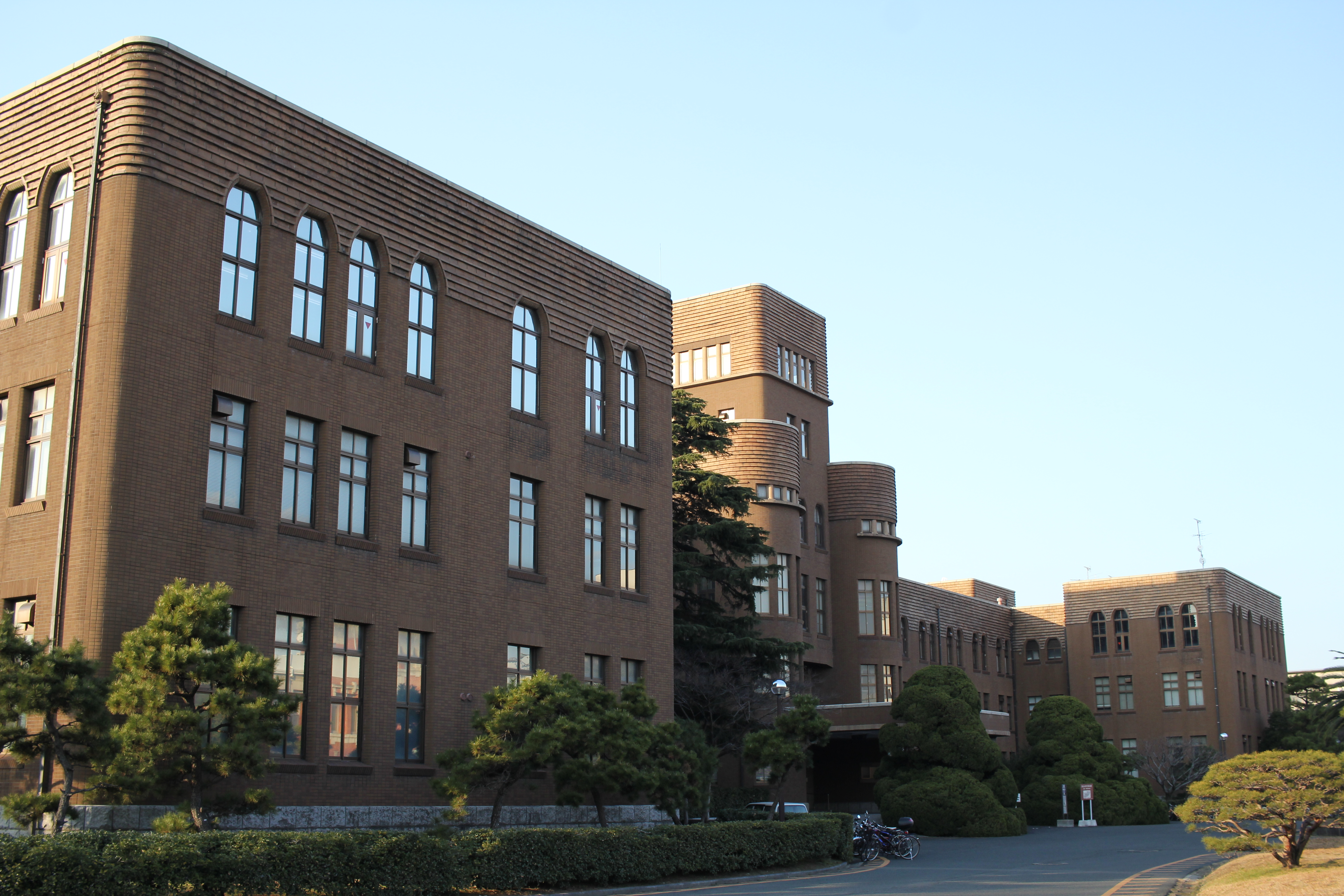
箱崎地区 旧工学部地区本館（現在は、九州大学総合研究博物館として利用）
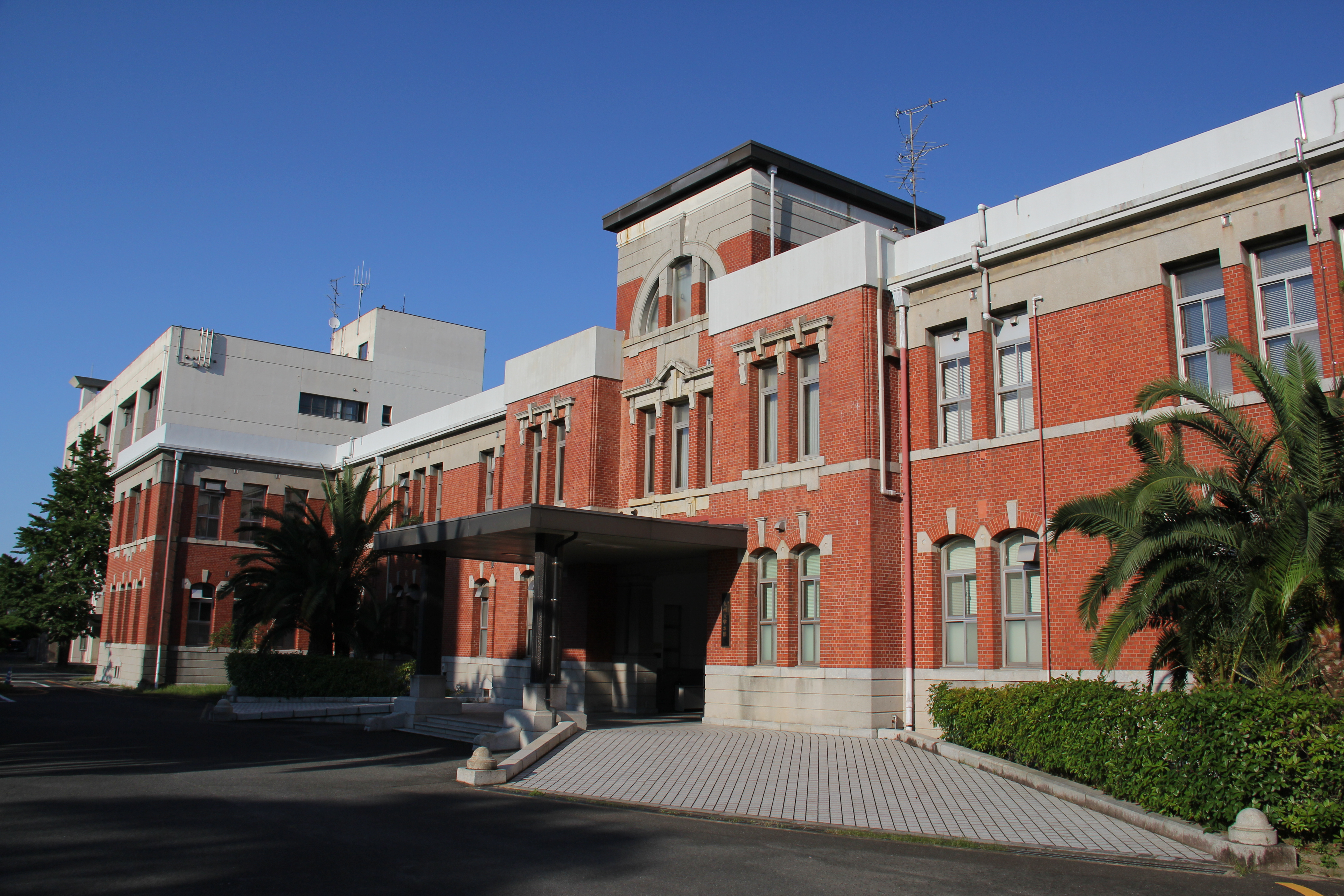
箱崎地区 事務局（本部跡地）
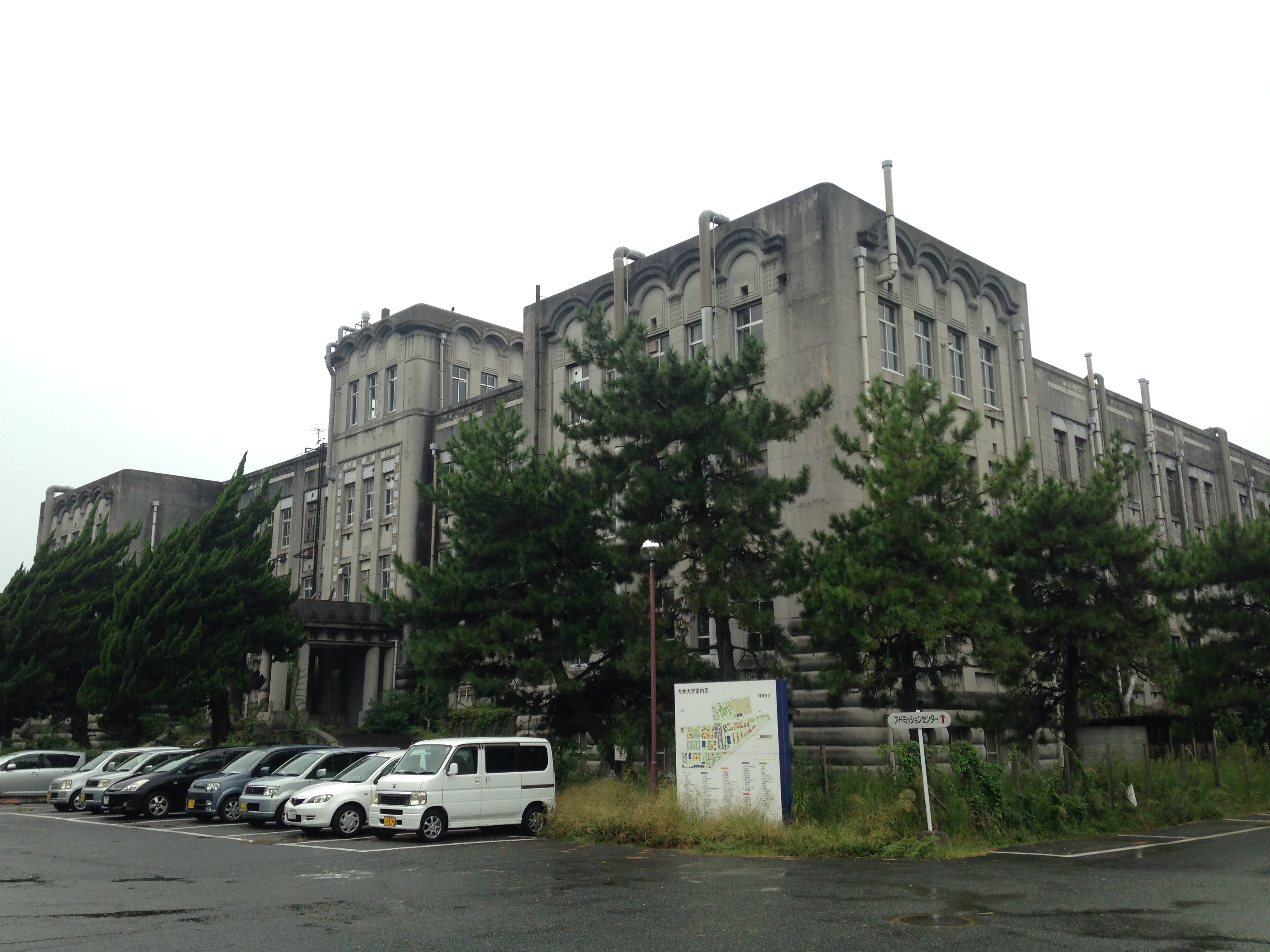
箱崎地区 旧法文学部本館
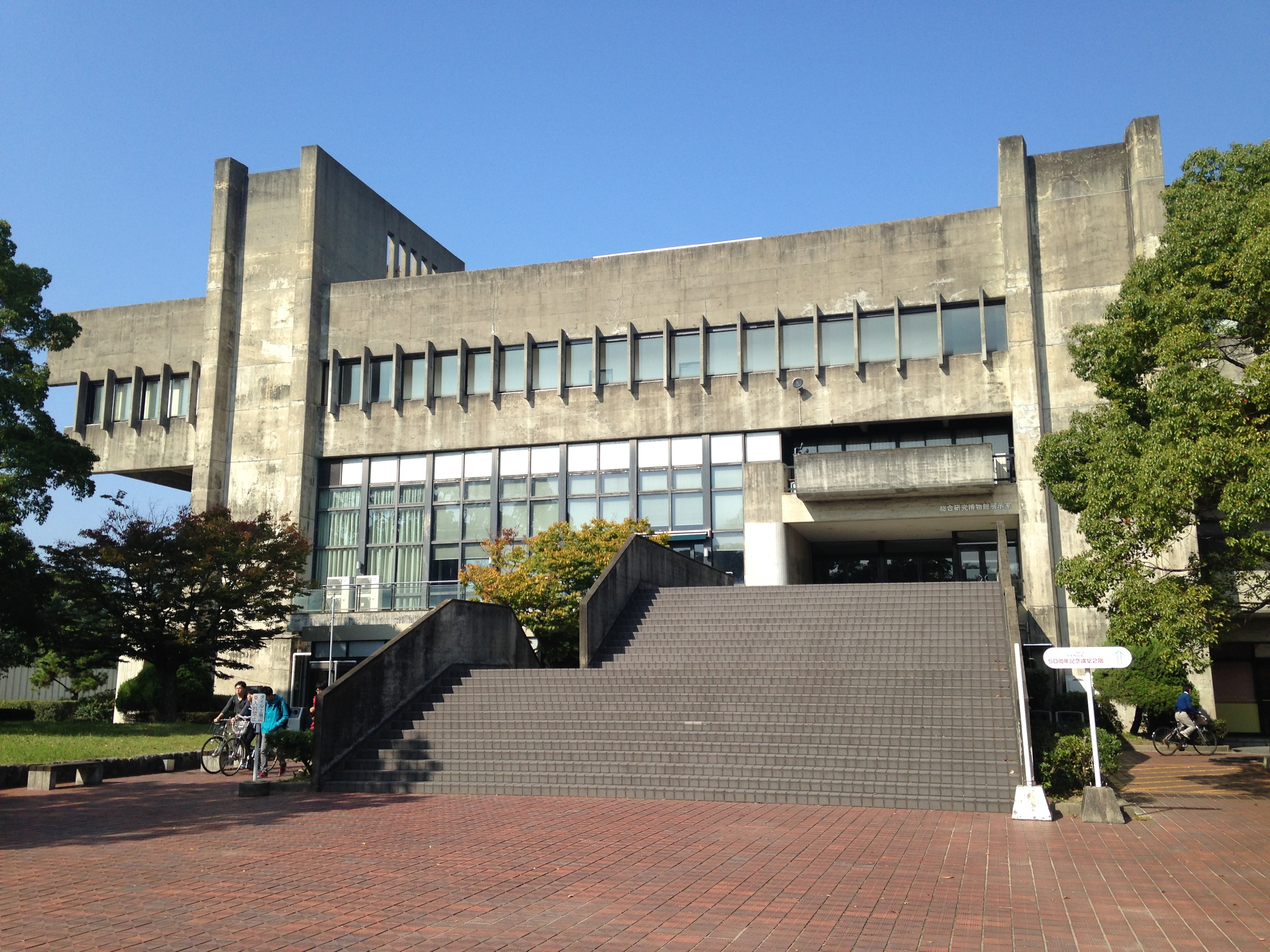
箱崎地区 創立五十周年記念講堂
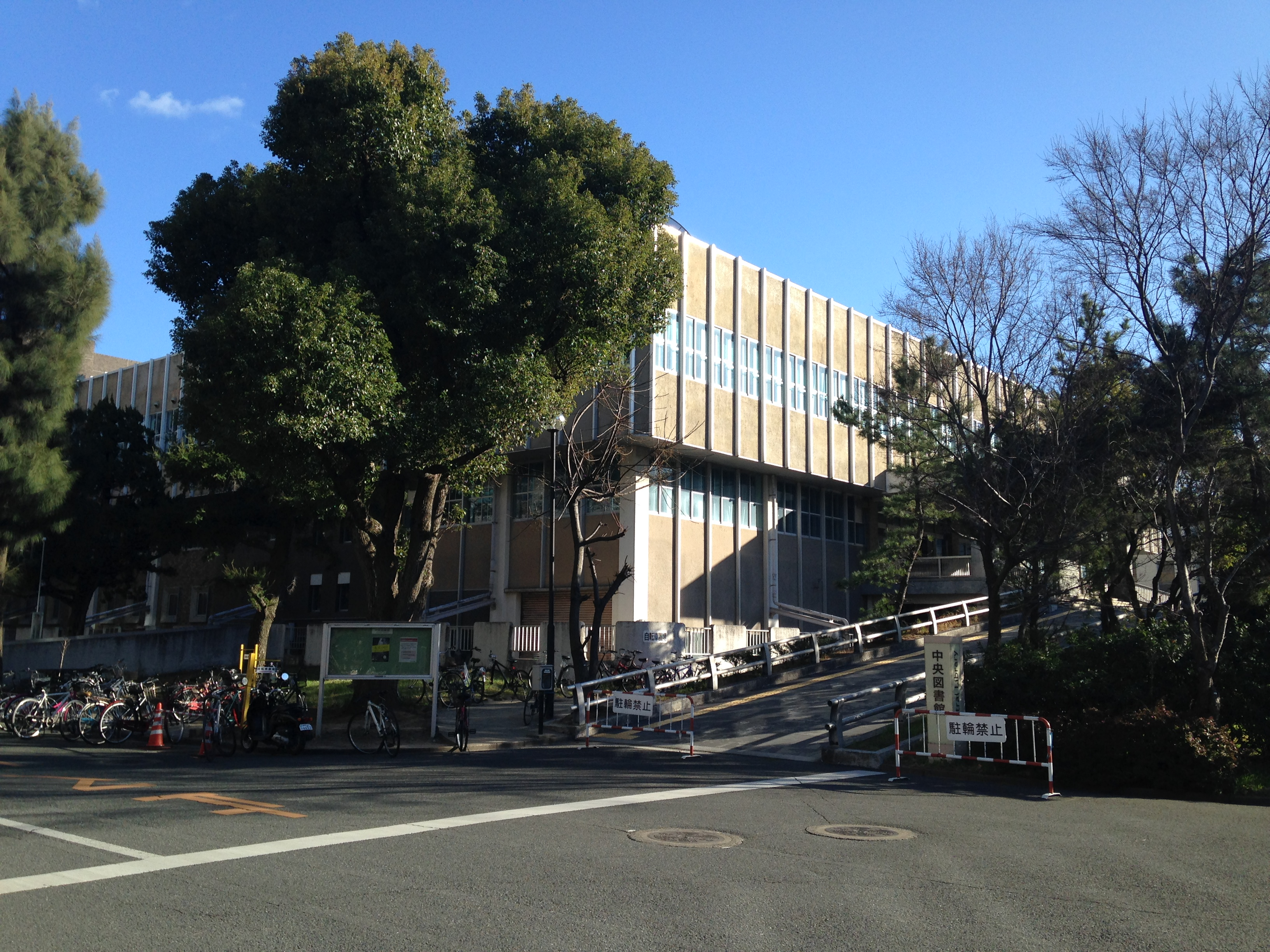
箱崎地区 旧中央図書館

#### その他
サテライトキャンパス等
- 東京オフィス - 東京都千代田区有楽町
- 大阪オフィス - 大阪府大阪市北区梅田

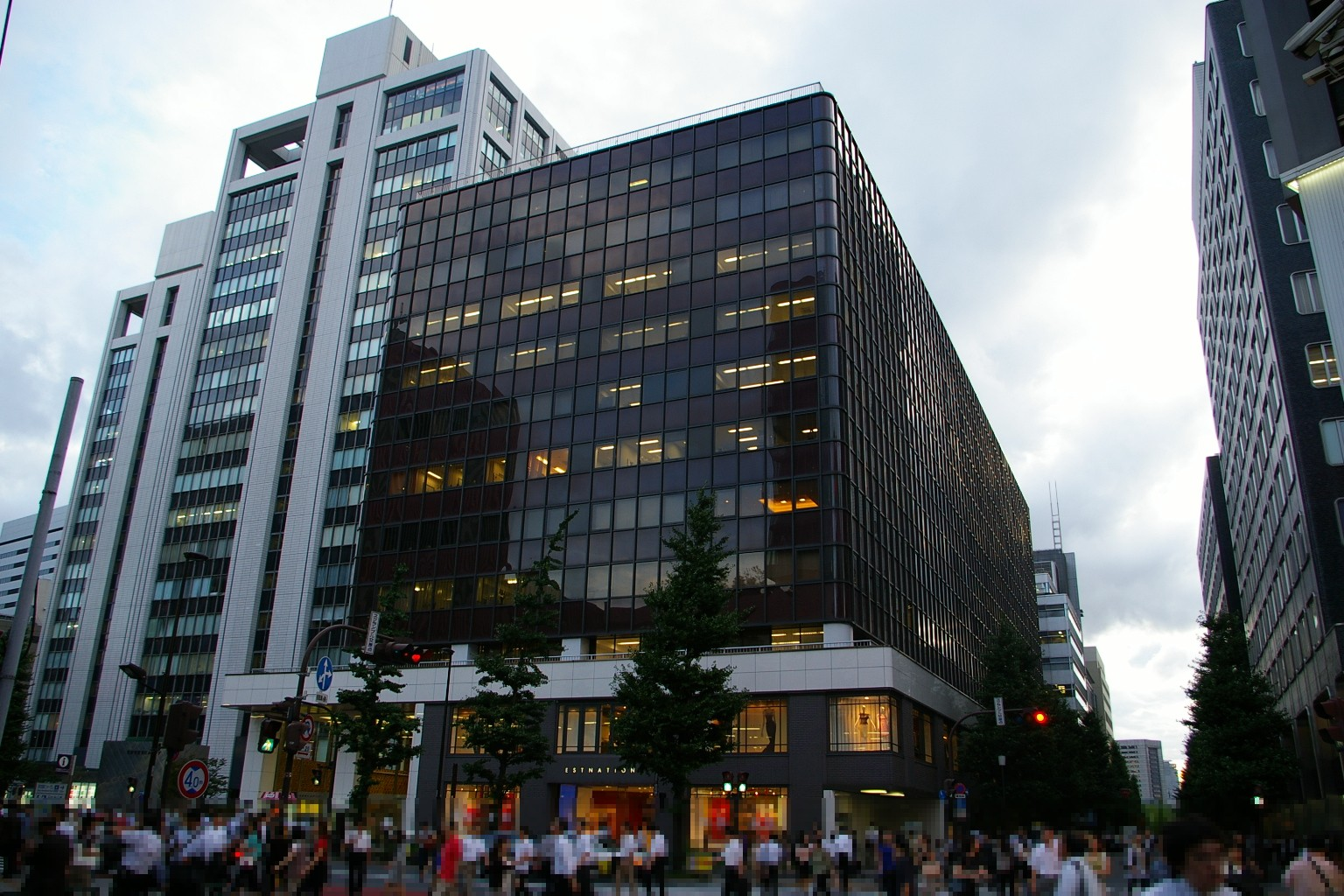
東京オフィス（有楽町ビル）

- 博多駅オフィス - 福岡県福岡市博多区博多駅中央街
- 産学官連携イノベーションプラザ - 福岡県福岡市早良区百道浜
- 西新プラザ - 福岡市早良区西新2-16-23[51]
- 大橋サテライト・ルネット - 福岡市南区大橋1-3-27

農場等
- 農学部附属農場 - 福岡県糟屋郡粕屋町など。面積：392,708m2[44]。
- 福岡演習林 - 福岡県糟屋郡篠栗町。面積：4,638,364m2[44]。一部は篠栗九大の森として無料開放されている。
- 早良実習場 - 福岡県福岡市西区生の松原。面積：324,749m2[44]。
- 宮崎演習林 - 宮崎県東臼杵郡椎葉村。面積：29,161,473m2[44]。
- 北海道演習林 - 北海道足寄郡足寄町。面積：37,133,933m2[44]。

## 文化財

### 重要文化財
- 今光明最勝王経
- 大和物語（勝命本）
- 銅戈鎔笵

### 登録有形文化財
- 旧九州芸術工科大学音響特殊施設棟
- 旧九州芸術工科大学画像特殊施設棟
- 旧九州芸術工科大学環境画像棟
- 旧九州芸術工科大学工業音響棟
- 旧九州芸術工科大学工作工房
- 旧九州帝国大学工学部本館
- 旧九州帝国大学正門及び塀
- 旧九州帝国大学本部建築課棟
- 旧九州帝国大学本部事務室棟
- 旧九州帝国大学門衛所

### 福岡市指定文化財
- 九州大学西新外国人教師宿舎第3号棟
- 細形銅剣（飯倉丸尾（唐木）出土）
- 広形銅矛（唐泊海底出土）
- 飯盛山出土瓦経

## 対外関係

### 他大学との協定
- 特色ある大学教育支援プログラム「コアリッションによる工学教育の相乗的改革」（2004年（平成16年）（平成16年）度採択）協定大学（→8大学工学系研究科長懇談会）
  - 大阪大学
  - 京都大学
  - 東京大学
  - 東京工業大学
  - 東北大学
  - 名古屋大学
  - 北海道大学
- 法科大学院等専門職大学院形成支援プログラム「九州三大学連携法曹養成プロジェクト」（2004年（平成16年）（平成16年）度採択）協定大学
  - 鹿児島大学
  - 熊本大学
- 法科大学院等専門職大学院形成支援プログラム「裁判と法実務の国際的体験研修プログラム」（2004年（平成16年）（平成16年）度採択）協定大学
  - 青山学院大学
  - 新潟大学
- 「アジアをはじめとする世界の学術の発展と有為な人材の育成に寄与、知的成果を基に地域社会に貢献」2008年（平成20年）（平成20年）連携協力に関する基本協定書に調印
  - 西南学院大学
  - 福岡女子大学
- 九州大学と台湾国立陽明交通大学は2023年（令和5年）9月に半導体とグリーンエネルギー分野の交流協定を締結し。2024年（令和6年）、伊都キャンパスに両大学の共同研究室を設立[52][53]。
  - 国立陽明交通大学

### 産学官連携
学術研究・産学官連携本部を中心として、企業・自治体との協力（産学官連携）や九州大学発ベンチャー企業の支援に取り組んでいる。

## 社会との関わり

### 生体解剖事件
1945年（昭和20年）に医学部敷地内で米軍捕虜に対する生体解剖実験が行われた事件。ただし、大学としての組織的関わりは全くない。

### 戦闘機墜落事故
1968年（昭和43年）6月2日22時45分頃、在日米軍板付基地第313航空師団第15戦術偵察飛行隊所属のRF-4Cファントム偵察機が当時箱崎キャンパスに建設中の大型計算機施設の建物に墜落。以後、学生運動が活発化し、墜落機残骸撤去に約7ヶ月を要した。

### 女性枠入試
2010年（平成22年）3月に、2012年（平成24年）度の理学部数学科の入学試験（後期日程）において、定員9名の内、5名を女性枠とすることを公表したが、法の下の平等の観点から問題があるとの批判があり、2011年（平成23年）5月19日に、導入の取り止めを決定。

### 広報誌
広報誌として『九大広報』(KYUSHU UNIVERSITY CAMPUS MAGAZINE)（九州大学広報専門委員会編集発行）がある。

### 九大CARPの表彰取り消し
2022年（令和4年）7月25日に、福岡市は九州大学の非公認サークル「九大CARP（カープ）」が、世界平和統一家庭連合（旧統一教会）と関係がある宗教団体であると判断し、環境保全に貢献したとする過去2回の表彰を取り消したと発表した。同サークルは2016年と2020年に、大学周辺のごみ拾いをしたとして、市環境行動賞の奨励賞にそれぞれ選ばれた。福岡市は「過去の調査が十分でなかった」と説明し、表彰状などを返還してもらうよう協議している。

## 企業からの評価

### 人事担当者からの評価
- 2021年日本経済新聞社と日経HRが実施した、「企業の人事担当者からみたイメージ調査」[57]（全上場企業と一部有力未上場企業4,850社の人事担当者を対象に、2019年4月から2021年3月までの間に採用した学生から見た大学のイメージなどを聞いた調査）において、同大学は、「全国総合」で788大学[58]中、第12位[57]にランキングされた。

### 出世力
ダイヤモンド社の2006年年9月23日発行のビジネス誌「週刊ダイヤモンド」94巻36号（通巻4147号）「出世できる大学」と題された特集の出世力ランキング（日本の全上場企業3,800社余の代表取締役を全調査）で、同大学は、2006年時点で存在する744大学中第8位にランキングされた。